# Budapest XIII. kerülete
Budapest XIII. kerülete (1938 és 1945 között Magdolnaváros) Budapest főváros egyik kerülete a pesti oldalon. A legtöbb kerülettől eltérően nincs általános elnevezése, Angyalföld, Göncz Árpád városközpont, Újlipótváros, Vizafogó városrészekből és a Népsziget déli részéből áll. A 19. század végéig jórészt vidékies jellegű kültelek volt, a század végén és a 20. század elején végbement gyors fejlődés azután a 20. századi Magyarország egyik legfontosabb gépipari központjává változtatta. A rendszerváltás után az ipar háttérbe szorulásával a jó közlekedésnek is köszönhetően viszonylag gyorsan a kereskedelem és szolgáltatás vette át a vezető szerepet, és mára a főváros egyik leggyorsabban fejlődő kerületévé vált.
A hozzá tartozó Újlipótváros déli részének századeleji építészete jelentős turisztikai vonzerőt jelent, a kerület középső régiójában pedig közintézmények sora rendezte be székhelyét. 2013-ig a Margit-sziget is a kerület része volt, 2013 júniusában közvetlenül Budapest önkormányzatának igazgatása alá került.

## Fekvése

### Határai
A 2013. évi CXXVIII. törvény rendelkezései szerint e kerület határai: 

„A XIII. kerület határa: a Népsziget déli csúcsától a Duna fő, majd pesti ágának középvonalán halad a Margit hídig, innen a Jászai Mari téren át és a Szent István körúton a Nyugati térig, a Nyugati tér nyugati, majd délkeleti oldalán a Váci útig, a Váci úton a Ferdinánd hídig, innen a Lehel úton a Bulcsú utcáig, a Bulcsú utcán az aluljáró bejáratáig, majd a MÁV 28224 hrsz.-ú ingatlanának északnyugati határvonalát követve a Dózsa György útig, innen a Dózsa György utat keresztezve, a Vágány utcán a XIII. kerület régi határvonalát követve a Róbert Károly körútig, ezen, a Dévényi úton, a Szegedi úton, a Tatai úton át a Kámfor utcáig, ezen a MÁV vonalon át Újpest határáig, innen a főváros és Újpest régi közös határa mentén a Göncöl utcáig, a Göncöl utcán a MÁV vasútvonaláig, a vasúti töltés északkeleti oldalán vissza a régi újpest-budapesti közös határig, az újpesti összekötőhíd újpesti hídfőjéig, innen a régi közös határvonal mentén a Palotai-sziget déli csúcsáig, innen a Duna főágának középvonalán a Népsziget déli csúcsáig.””

### Földrajza
A kerület nagy része a Pesti-hordalékkúpsíkságon, kisebb része dunai szigeteken terül el. Felszínét a Duna alakította, Vizafogó területének jó része még a 19. században is zsombékos terület volt, csak a 20. század elejére töltődött fel. Ennek a területnek az Árpád híd lábánál fekvő részét (az alsó rakparttal és a Margit-sziget alacsonyabban fekvő részeivel együtt) árvízveszélyes területként tartja nyilván a Fővárosi Polgári Védelmi Igazgatóság.
A kerület másik jelentős vízfolyása a Rákos-patak, amely itt ömlik a Dunába. A vízfolyás (a Dunához hasonlóan) beton mederben folyik keresztül a Tahi és a Vizafogó utca mellett.
A kerülethez tartozik a Népsziget déli fele. A szigetet az északi végén az 1830-as években töltéssel összekötötték a pesti parttal (Újpesttel), így hozva létre a Téli Kikötő mintegy 28,6 hektáros öblét. Az öböl egykor a magyar hajógyártás színtere volt, ma inkább a horgászat és vízi sportok szerelmesei fontos részei az arculatának.
Az Újpesti-öböltől délre a kavicsbányászat eredményeként alakult ki a mesterséges FOKA-öböl.

## Történelmi városrészek

### Angyalföld
A kerület északkeleti részén fekvő, ma legnagyobb városrésze. Nevének német alakja (Engelsfeld) már 1830-as években kiadott térképen is szerepelt, és eredetileg a Róbert Károly körút, váci vasútvonal, Újpest, Béke út, Béke tér, Lehel utca által határolt területet jelölte. A területet nevezték még Napföldnek is.
A mai Angyalföld rendkívül sokféle jellegű körzetből tevődik össze, igazán jelentőssé az iparosodás következtében, a 19. század legvégén, a 20. század elején vált. Megtalálhatók itt a tíz- és négyemeletes panelházak éppúgy, mint a családi házas övezetek vagy az új építésű lakóparkok. A hajdani ipari zónák a Váci út mentén mára szinte teljesen átalakultak: irodaházak, kis- és nagykereskedelmi egységek, lakóparkok vették át üzemcsarnokok helyét.

#### Kikötő-dűlő
A Meder utca, Váci út, Újpest és a Duna (Újpesti öböl) között elterülő rész régi neve. Itt üzemelt a Ganz Hajó- és Darugyár, ma ennek helyén áll a Duna Plaza, Magyarország első plázája.

#### Lőportárdűlő

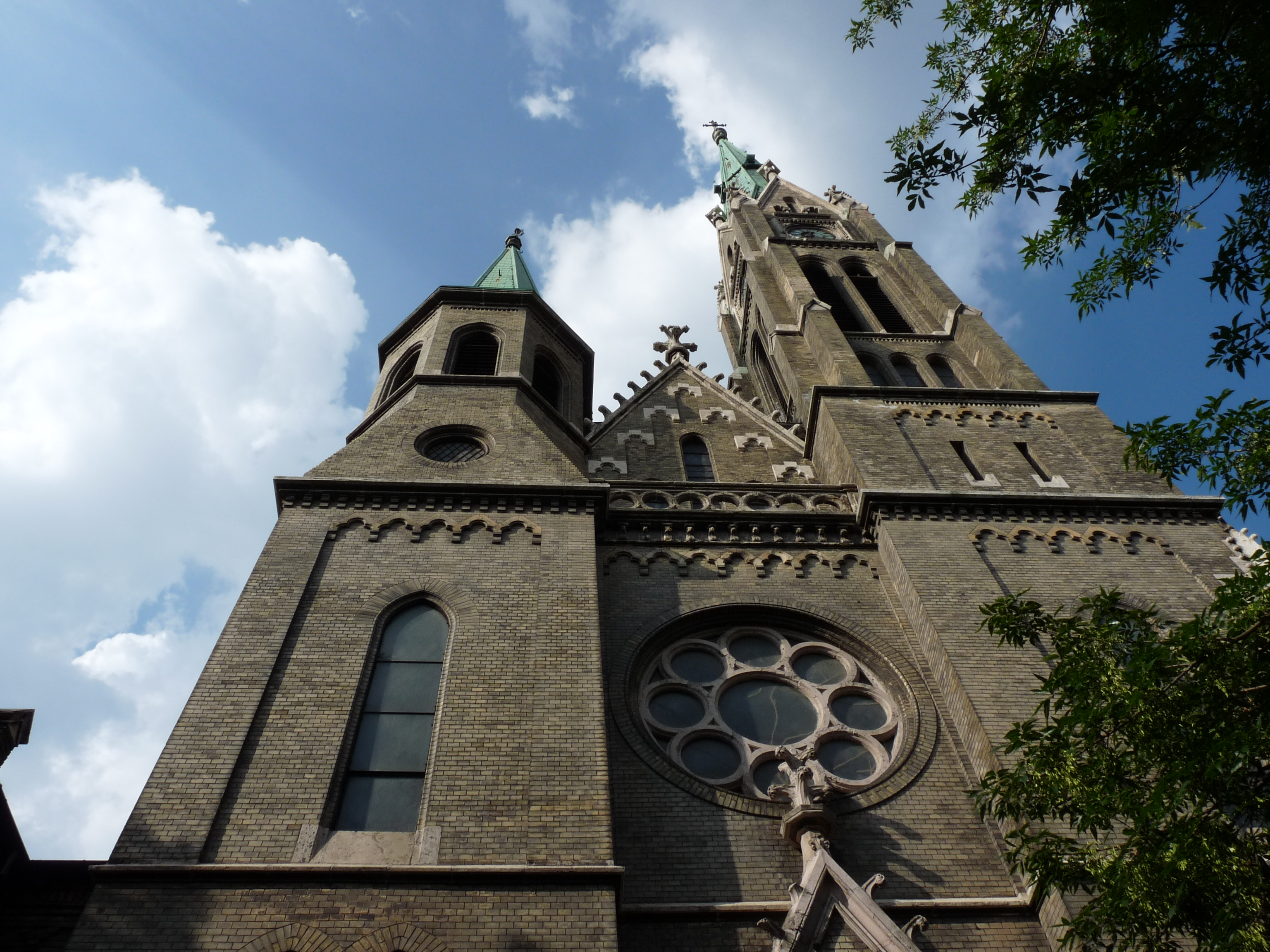
A karmelita templom

A Dózsa György út, Szabolcs utca, Róbert Károly körút, Váci út négyszöget a 20. század elejéig teljes egészében katonai célokra használták, innen származik a terület Lőportárdűlő elnevezése, ma Angyalföld része; az egykori katonai létesítményeknek mai napig meghatározó az építészeti jelenléte a területen.
A 20. század elején a zárt katonai tömb helyén laktanyák, lakótelepek épültek. A terület délnyugati részén a Bárczy-program keretében épült téglaépületek közül ma is áll néhány leromlott állapotú két- és háromemeletes lakóház. Középső részén a Tüzér utcai- és a Gidófalvy utcai lakótelep tízemeletesei magasodnak az 1970-es évekből. a Lehel utcától keletre elsősorban szolgáltató vállalkozások működnek, itt volt a Szabolcs utcai Kórház is, de a 2010-es évektől az újépítésű irodaházak mellett sok lakóház is épül.

### Újlipótváros

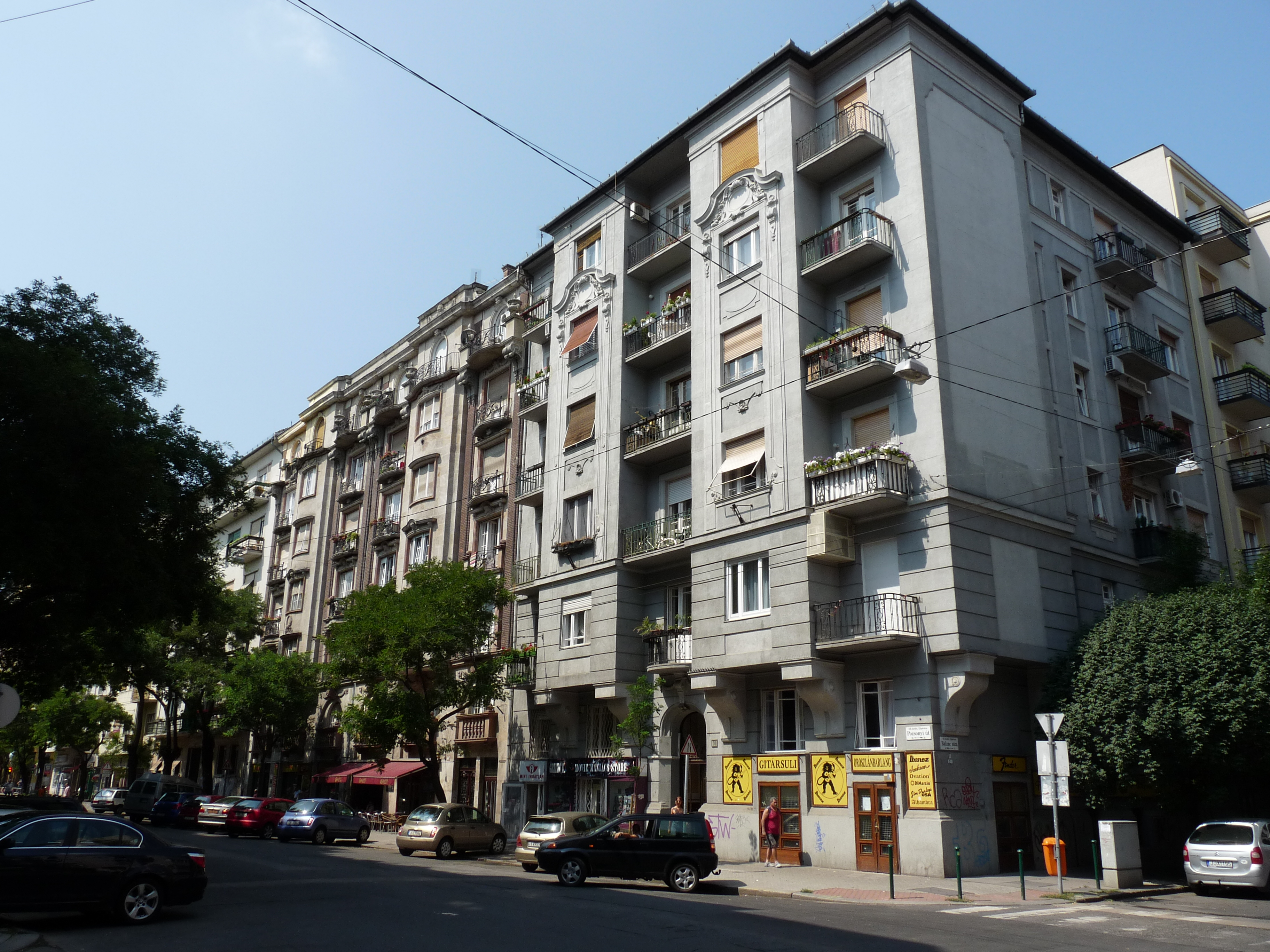
Pozsonyi úti ház

A kerület déli, Duna-parti városrésze, amelyet 1950-ben csatoltak hozzá, előtte Lipótvároshoz (vagy más néven Szentistvánvároshoz) tartozott. Déli részén, Budapesten ritkaságszámba menő, egységes városnegyedet alkotnak az 5-6 emeletes, többségükben az 1920-as és 30-as években emelt, belső udvaros lakóházak. Itt található a Vígszínház és a Szent István park is.
Északi felén nagyobb a korszakok keveredése, állnak itt századeleji bérházak csakúgy, mint lakótelep. A 90-es években megjelentek rajta a lakóparkok is.

### Vizafogó

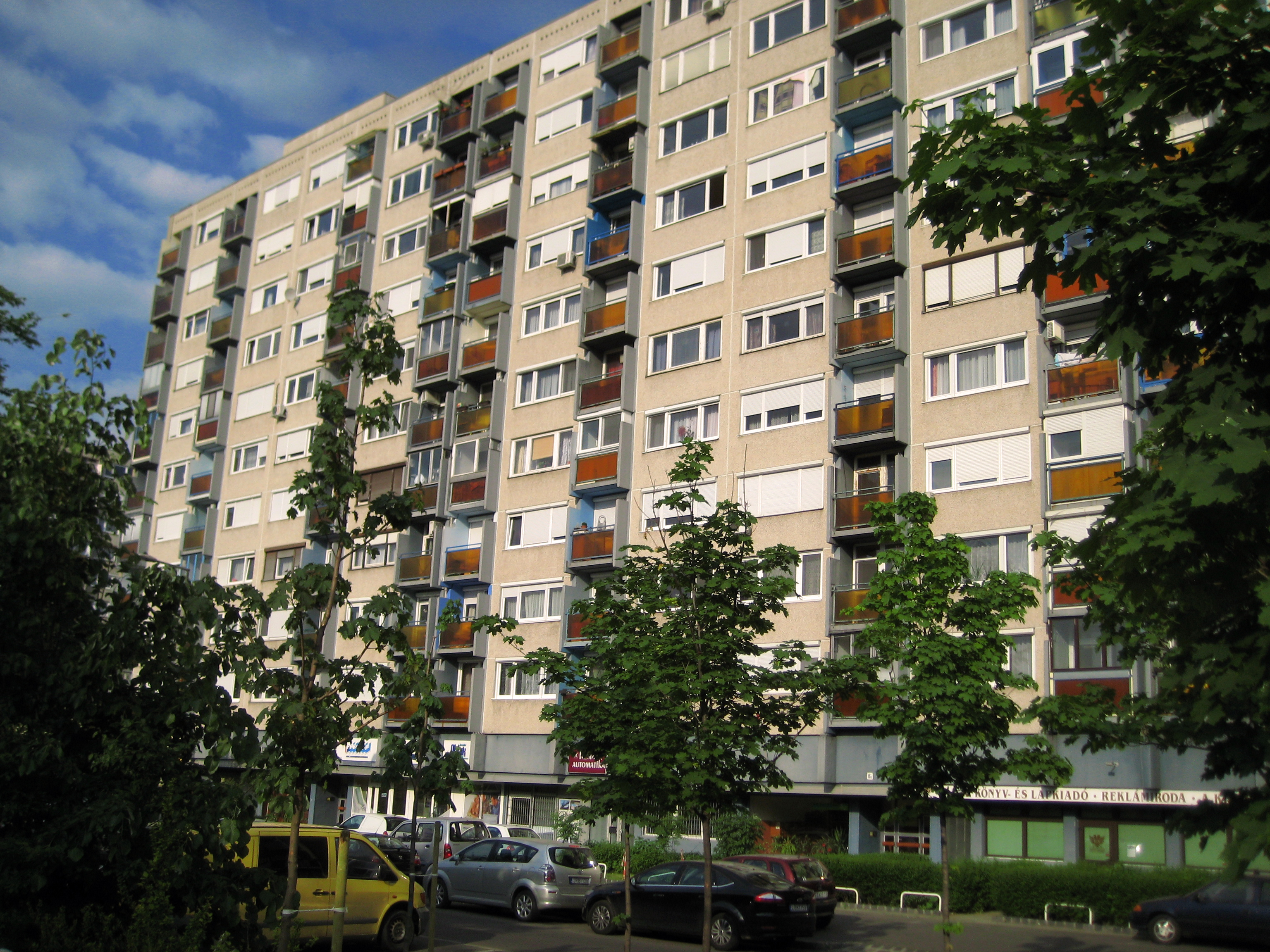
Panel a Vizafogó lakótelepen

A Dráva utca és a Rákos-patak közötti Duna-parton húzódik a Vizafogó, ma leginkább lakótelepeiről (Vizafogó- az Árpád hídtól délre és Árpád hídi, tőle északra), azonban vannak régebbi épületek is a városrészben. Téglaépítésű, udvaros bérházak állnak a Váci úti irodaházak és a Vizafogó lakótelep második üteme között; a Dagály utca két oldalán, pedig, alacsonyabb társasházak sorakoznak a Népfürdő utca és az Esztergomi út között. Itt működik a Dagály fürdő, valamint a volt Láng Gépgyár területén, a kerület utolsó gépipari gyárüzeme.

### Népsziget
A félszigeten csónakházak és volt vállalati üdülők sorakoznak, északi végén vezet át az Újpesti vasúti híd, keleti oldalán, az Újpesti öbölben még látszanak a hajdani hajóépítés emlékei.

### Göncz Árpád városközpont
2016. április 14-én a Váci út-Róbert Károly körút kereszteződése körül új városrészt avattak. A városrész a volt távolsági autóbusz-pályaudvar területét, a József Attila Színház épületét, a rendőrpalota tömbjét (Nyugdíjfolyósító, Egészségbiztosító, Szlovák iskola, rendőrpalota), és a Göncz Árpád szobra körüli kis parkot foglalja magában. Határai: Esztergomi út – Róbert Károly körút – 25828/19. hrsz. közterület – Váci út – Petneházi utca – Teve utca – Róbert Károly körút – Váci út – Árbóc utca.

### Margitsziget
2013 júniusáig a XIII. kerület része volt a Margit-sziget, azóta a főváros közvetlen igazgatása alatt áll.

## Története

### Korai történet a török uralom végéig
A terület korai lakóiról keveset tudni, azonban az Angyalföldi kincs néven ismert i. e. 8. századi aranylelet valószínűleg helyben készült. A területet kelta törzsek uralták a rómaiak érkezése előtt. Pannonia provincia határa a Dunánál húzódott, azonban Aquincum környékén a keleti parton is épültek őrhelyek. Közéjük tartozott a Transaquincum nevű castrum is, amelynek létezéséről 1815-ben szereztek tudomást, amikor Vizafogó területén, a Köszörűs-árok térségében szántás közben római korú építmények nyomára bukkantak. A romokat azonban csak 1848-ban vizsgálták meg, amikor azok sáncépítési munkálatok miatt kerültek ismét felszínre. A vizsgálatok során egy kb. egy hold területű, erős falakkal körülvett négyszögletes erődítményt tártak fel. A romok építőanyagát mára széthordták, így a falmaradványok nem láthatók, csupán a környéken talált, szintén római korú kézimalmok tanúskodnak erről az időszakról.
A honfoglalásig a területről nem sokat tudni. Anonymus krónikája szerint Árpád vezér a Dunán való átkelés előtt a Rákos mezején táborozott, amit valószínűleg a mai XIII. kerület területén kell keresni. Az Árpád-házi királyok alatt a terület kezdetben az esztergomi érsek birtoka volt, majd II. Endre is eladományozta. Az adománylevélből kiderül, hogy a területen létezett egy Jenő nevű település, amely az Újpesti vasúti híd pesti hídfője közelében állhatott. Később IV. Béla visszaváltotta Jenőt, majd további területekkel (Új-Bécs, Új-Jenő, Jenői-sziget, Fürdő-sziget, Vizafogó, Agaras-tó és Rákosmező) együtt a különböző szerzetes- és apácarendeknek adományozta.
1298 és 1526 között a rákosmezei országgyűlések kapcsán a terület fontos szerepet játszott a magyar közéletben, a II. Lajos halálát követő polgárháborús időszakban és a török hódoltság idején a vidékről nem történik említés. A háborúk pusztítása és Pest visszafejlődése következtében a terület lakossága is lecsökkent, a 18. század végéig eltűnt Jenő és Új-Bécs is.

### Újjáéledés és az iparosodás kezdetei
Buda visszafoglalása után rövidesen gyors fejlődésnek indult a régió, a Pest falain kívüli vásárok jelentős bevételi forrást jelentettek, de megjelentek az első iparosok is. Az 1838-as pesti árvíz itt is súlyos károkat okozott, ezért feltöltötték a Rákos-árkot és gátak építésébe fogtak. Ekkor Angyalföldre még kirándulni, horgászni jártak a pestiek, a városiasodás jeleit csak Lipótvárosban lehetett megfigyelni.
A szabadságharc után indult el az a rendkívül gyors fejlődés, ennek hatására a 19. század végére Angyalföld Duna Duna menti iparvidéke az egyik legjelentősebb magyar gépipari központtá vált. 1856-tól megindult a hajógyártás az Újpesti-öbölben, 1860-ban alapította meg Höcker Antal a későbbi Acélöntő és Csőgyár elődjét. 1868-ban nyitotta meg Láng László gépjavító műhelyét, a Láng Gépgyár elődjét.
A fellendülést segítette az ebben az időben zajló útépítési hullám is. Az 1871-es törvény alapján kiszélesítették a Váci utat, egy évvel később elkezdték építeni a Margit hidat, 1873-ban rendezték az Aréna út helyzetét. 1879-re elkészült a Hungária út (e szakasza mai nevén Róbert Károly körút). Budapest egyesítését követően elhatározták a Lipót körút megépítését is, majd kezdeti nehézségek után 1896-ban át is adták. Az újlipótvárosi telkek megdrágultak, és az ott működő üzemek (malmok, sörfőzde, gyárak) a Váci út környékére költöztek, átadva helyüket a polgári (főként zsidó) lakásoknak.
A Nyugati pályaudvar (az akkori Pesti Indóház) átadása (1877) és az Újpesti vasúti híd megépítése (1873-1896) is jól illeszkedett ebbe a folyamatba. A fővároson belüli közlekedésbe kapcsolta be a városrészt az 1894-ben átadott Budapest-Újpest-Rákospalotai Villamosvasút.
Az első világháború törést jelentett a kerület fejlődésében, a gépgyárak hadiipari termelésre tértek át vagy leálltak. A háborút követő időszakban újabb gyárakat alapítottak a környéken, közéjük tartozott a Selyem- és Gyapjúárugyár és az Angol-Magyar Cérnagyár Rt.
Egyre többen dolgoztak a Váci út mentén kiépülő új ipari körzetben, a munkások zöme zsúfolt nyomornegyedekben élt. Országszerte kibontakozott a munkásság politikai szerveződése, nem maradtak ki ebből a folyamatból a Váci úti gyártelepeken dolgozók sem. A már előtte is nehéz körülményeket az 1929-ben beköszöntő világgazdasági válság tovább súlyosbította, 1930. szeptember 1-jén Angyalföldről indult a Nagy Budapesti Munkástüntetés.
A gazdasági válság elmúltával az iparosodás új hullámának lehettünk tanúi a kerületben, olyan, később országos jelentőségűvé váló gyárak jöttek létre, mint az Elzett Vasárugyár.

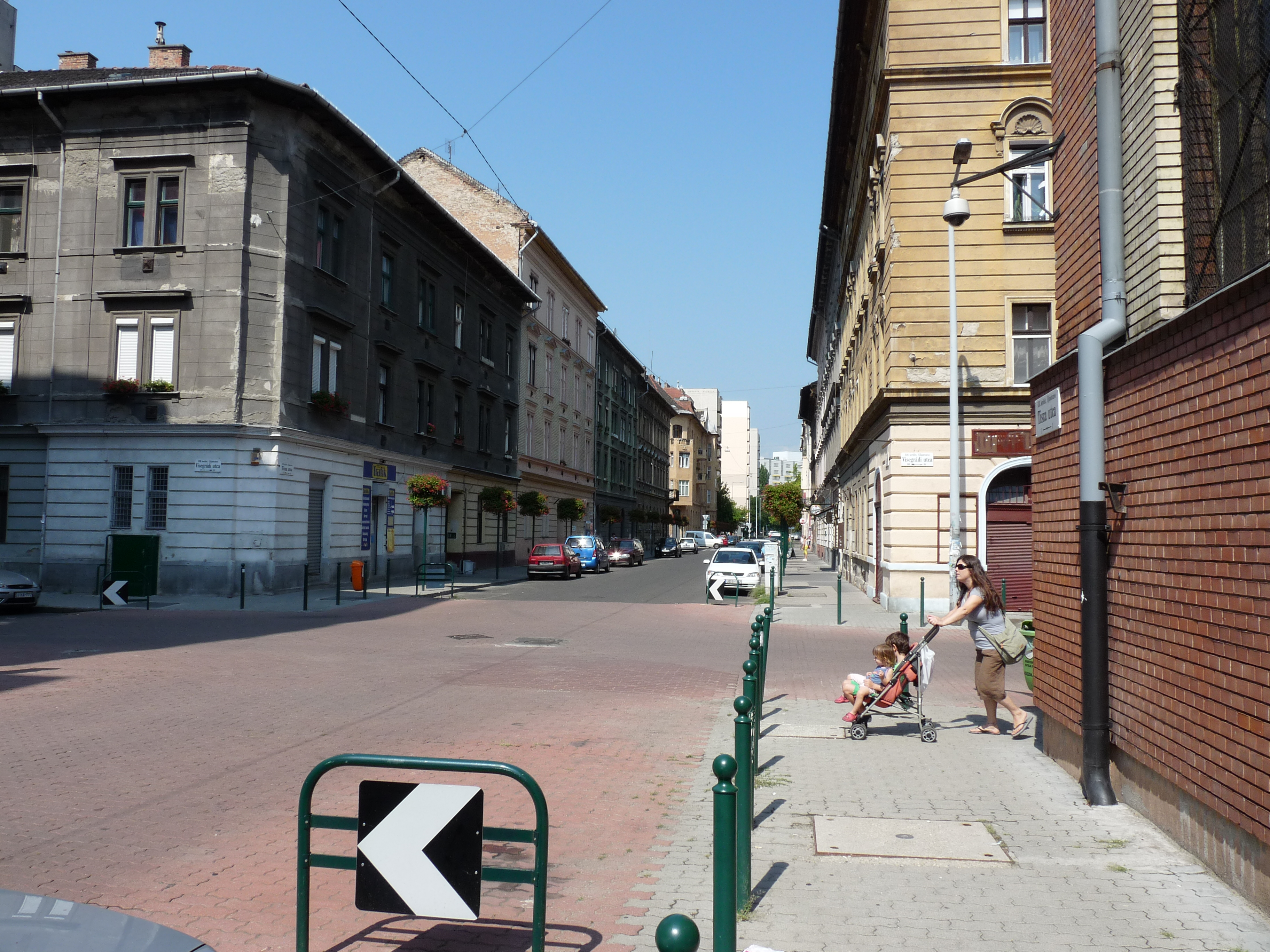
Tisza utcai házak (2010)

### Városiasodás a századfordulón és a 20. század elején
A gyáripar felfutásával együtt egyre zsúfoltabbá vált a terület, ennek megoldására először fabarakkok építését engedélyezték, ez azonban nem hozott minőségi fejlődést. Sokkal nagyobb hatású volt a Tisza-, Vág- és Dráva utcai emeletes házak felépítése. 1910-11-ben épült meg a főváros első népszállója és a Vág utcai Népház, amelyek a lakóhely mellett kulturális központként is működtek. 1911 és 1912 között épült fel a Palotai úti kislakásos telep, közkeletű nevén a „Tripolisz”.
1872-ben nyitották meg Angyalföld első iskoláját, de a terület kulturális fejlődése a századfordulóig nem indult gyors fejlődésnek.
1896. május 1-jén megnyílt a beépülőben lévő Lipót körúton a Vígszínház. A kerület első színházának, egyben a főváros negyedik ilyen intézményének megépítését évekig tartó halogatás és ellenzés után a Millenniumi Ünnepségekre készülődő Budapest közoktatási bizottsága végül jóváhagyta.
Más színházak, színtársulatok is alakultak nem sokkal a századforduló után. Hetente lépett fel az 1911-ben alapított Vág utcai Népházban a Népház Színháza társulata, darabjainak széles skáláját jól jellemzi, hogy játszották A makrancos hölgyet éppúgy, mint Tóth Ede művét, A falu rosszát. A színtársulat 1937-ig fennmaradt, miközben 1924-ben a Népszínházban elindult útjára a (szintén a 30-as évek második feléig fennálló) Műhely nevű avantgárd csoport. A Szegedi út sarkán, a Szent László út 26. szám alatti, ma is álló épületben nyitotta meg Erdélyi Mihály 1930 októberében az Angyalföldi Színpadot. Az akkor még külterületi, ipari munkásnegyednek számító területen színpártoló egyesületet hozott létre, amely egyesület tagjai kedvezményes áron válthatták meg jegyüket az előadásokra. A pártolói tagsághoz egy 40 filléres jegyfüzetet kellett megvenni, a jegyek ára 24 fillértől 1 pengő 12 fillérig terjedt. Műsorra tűzték az Alvinci huszárok című operettet, szerepelt a műsortervben a Régi nyár, a Páros csillag, a Diákszerelem és a Lehullott a rezgő nyárfa is. A színház végül nem maradt fenn sokáig.
1910-ben nyílt meg a Lehel utca és a Róbert Károly körút kereszteződésének közelében a Winkler Mozi, a korabeli mozikhoz képest különlegesen tágas, 1000 személyes vetítőteremmel. 1911 a Vígszínház környékén hozott látványos fejlődést a mozgókép elterjedésében, ekkor alakult meg az Elit Mozgó, a mai Szindbád Mozi elődje. Elindult a Vígszínház irányítása alatt az első magyar filmgyár, a mindössze egy évig működő Hunnia Biográf. Angyalföldön is megnyílt 1917-ben az Astra filmgyár is, amelyet 1921-ben egy szélvihar romba döntött. 1914-ben már működött a Visegrádi utca 9. szám alatt a Diana mozi, a 10-es években a Lehel utca 17. szám alatt a Lehelkürt; 1920-ban a Váci út 92 alatt megalapították a Nép mozgót, 1923-ból pedig tudunk a Teve utcában működő Eifel (sic!) moziról. Ezek a mozik – a hangosfilm megjelenésével párhuzamosan és a nézői elvárások emelkedésével – fokozatosan eltűntek, 1930-ban már csak a Nép mozgó üzemelt közülük, azonban közben újabb filmszínházak létesültek.
A terület civilizálásához nagyban hozzájárultak az egyházak is, amelyek ebben a korszakban kezdték meg tevékenységüket az iparvidéken. Az első templomot 1899-ben építették fel a karmeliták az angyalföldi Huba utcában.
Megalakultak az első sportegyletek is, 1911-ben alapították meg a Vasas SC-t.

### Az önálló XIII. kerület története
A kerület létrejöttét az 1930. évi XVIII. törvénycikk (3. § 5.) döntötte el, amelyik rendelkezett a kerületek számáról (10-ről 14-re emelve) és meghatározta, hogy a régi kerületek külső részeiből hogyan létesüljenek új kerületek. A XIII. kerületet és az elöljáróságot ennek értelmében 1938-ban hozták létre az V. és a VI. kerületeknek a Dráva utcától és a Dózsa György úttól északra, illetve a váci vasútvonaltól nyugatra fekvő részeiből (Angyalföld és Lőportárdűlő). Az V. kerülettől átvett városrészek: Vizafogó, Kikötő-dűlő, Nép-sziget (Szúnyog-sziget); a VI. kerülettől átvett területek: Lőportár-dűlő, Erdőtelek, Felsőbikarét, Angyalföld (Napföld). Az új városrészt a kormányzó feleségéről (Purgly Magdolna) Magdolnavárosnak nevezték el.
A második világháború alatt a területen megerősödtek a munkásmozgalmak és 1944, a nyilas hatalomátvétel után felerősödött az ellenállás. A fővárosban megalakult több, mint 30 ellenállási csoportból Angyalföldre is jutott, az itteni egység október 18-án alakult meg Gidófalvy Lajos főhadnagy vezetésével a Vilmos laktanyában, emellett több kisebb ellenálló csapat tevékenykedett a nyilas uralom alatt. Fő feladatuk a szabotázs, katonaszökevények segítése és az üzemi felszerelés elhurcolásának, megsemmisítésének megakadályozása.
Az üldözött zsidóság jó része az újlipótvárosi „védett házakban” lakott, az ő megmentésük érdekében tett erőfeszítésének elismeréseként Raoul Wallenberg svéd diplomatáról utcát neveztek el a városrészben és emlékmű is őrzi emlékét a Szent István parkban. Ángel Sanz Briz és Giorgio Perlasca érdemeit emléktáblák örökítik meg, melyek a Szent István park déli végében, az egykor nemzetközileg védett gettón belül spanyol oltalom alatt állott ház falán láthatók.
1950-ben a XIII. kerülethez csatolták az V. kerületnek a Szent István körút és a Dráva utca közé eső részét (Újlipótvárost), valamint a VI. kerület egy részét (a Váci úttól keletre és a Dózsa György úttól délre fekvő terület), továbbá a Margit-szigetet a III. kerülettől. Ezzel egy időben megalakultak a kerületi tanácsok is Budapest-szerte, így a XIII. kerületben is. Az első kerületi tanács 101 fővel alakult meg, és 15 fős végrehajtó bizottságot (vb) választott, amelynek élére Werlein Ferenc került. Az egyesítés sokáig problémás volt, az angyalföldi és az újlipótvárosi lakosság nehezen emelkedett felül a városrészek eltérő fejlődéséből fakadó különbségeken.
Angyalföldet az 1956-os forradalom során elkerülték a nagyszabású harcok, a városrész jóval kisebb pusztítást szenvedett el, mint egyes belső, jobban érintett kerületek.
Az 50-es évek végétől megindult a lakótelepépítés a nagyarányú bevándorlás kezelése és a még mindig rossz körülmények között élő munkások helyzetének javítása érdekében. Több lépcsőben, az 1980-as évek végéig épültek panelépületek, például a Tahi úti, Árpád hídi, Gidófalvy utcai Béke-Tatai úti lakótelepeken. Ekkor épült meg a Pozsonyi út folytatásaképpen a Rakpart, az Ipoly utca, a Pannónia utca és Dráva utca által határolt területen a Kárpát utcai lakótelep is.
A motorizáció előrehaladtával a kerület útjai is egyre nagyobb forgalmat eresztettek át. Az Árpád hídi megnövekedett forgalom megkövetelte a híd kétszer három sávosra bővítését, amire 1980 és 84 között került sor. A kerület közlekedésének nagy lökést adott, mikor 1981-ben az M3-as metróvonal elérte az Élmunkás (ma Lehel) teret, még inkább, mikor 1990-re megnyitották az Újpest Központig terjedő szakaszt is.

### A rendszerváltás után

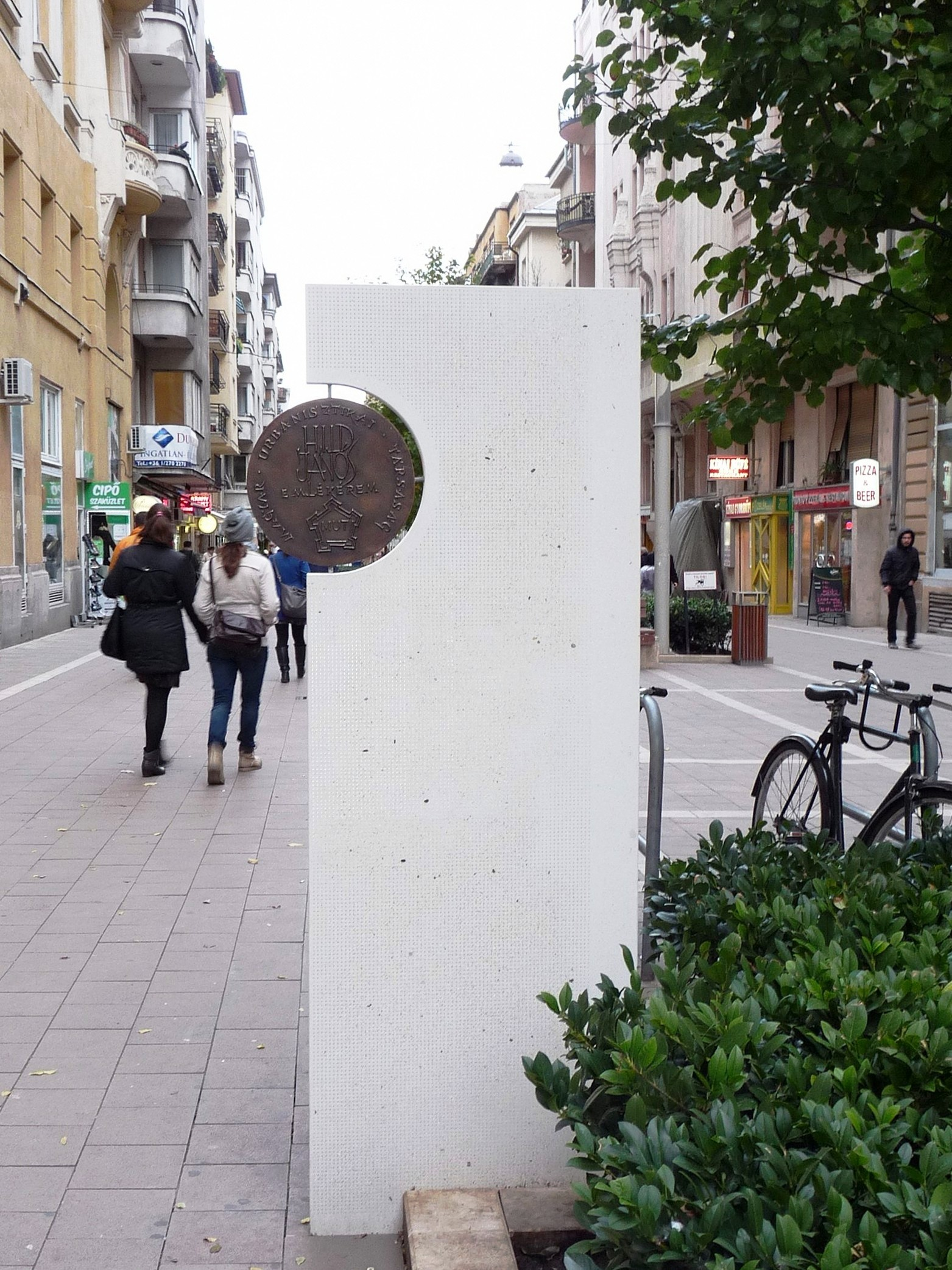
A kerület Hild János-díjának emlékfala a Hollán Ernő utca elején

A rendszerváltás komoly változásokat hozott a kerület és a kerületiek életében. Az utolsó tanácsülésre 1990. szeptember 13-án, az utolsó vb ülésre október 8-án került sor, utána a választott Önkormányzat vette át a kerület irányítását.
Legalább ilyen fontos volt a – már hamarabb megkezdődő, de hirtelen felgyorsuló – gazdasági szerkezetváltás. A terület, főleg a Váci út szűkebb környezetének hagyományos ipari jellege rohamtempóban adta át a helyét egy kereskedelemre, szolgáltatásra építő gazdasági struktúrának. A nagy gyárak helyén, azok üzemépületeinek lebontása vagy átépítése után irodaházak sora épült a kerület fő útvonalai mentén. Az átalakulás egyik szimbolikus állomása volt az első nyugati típusú bevásárlóközpont, a Duna Plaza 1996-os átadása a korábbi hajógyári területen. A terület vonzó volt a lakásépítő vállalkozásoknak is, a 90-es években éppúgy, mint a 2000-et követő időben. Foghíjbeépítésre, mint a Cézár-ház esetében, korábbi épületek felújítására és zöldmezős beruházásokra, mint a Marina-partnál egyaránt van példa. 2000 és 2006 között mintegy 8000, 2006 és 2010 között 6.634 új építésű lakást adtak át a kerületben. Miután a rendszerváltozást követően a kerületi önkormányzat is a tanácsi lakások jelentős részének eladása mellett döntött, az utóbbi években saját tulajdonú bérházak építésébe kezdett.
A kerület céltudatos, fenntartható, integrált, stratégiai fejlesztéséért tett két évtizedes erőfeszítését a Magyar Urbanisztikai Társaság 2012-ben Hild János-díjjal ismerte el.

## Népesség
A XIII. kerület lakónépessége 2022. október 1-jén 122 973 fő volt, ami Budapest össznépességének 7,3%-át tette ki. A 2011-es népszámlálás óta 3916 fővel nőtt a kerület lakosság száma. Ebben az évben az egy km²-re jutó lakók száma, átlagosan 9150 ember volt. A XIII. kerület népesség korösszetétele igen kedvezőtlen. 2022-ben a kerület lakónépességének a 11%-a 14 évnél fiatalabb, míg a 65 éven felülieké 19% volt. 2022-ben a férfiaknál 74,4, a nőknél 80,3 év volt a születéskor várható átlagos élettartam. A legmagasabb befejezett iskolai végzettség szerint a diplomával rendelkezők élnek a legtöbben a kerületben 49 456 fő, utánuk következő nagy csoport az érettségi végzettséggel rendelkezők 36 142 fővel. 2022-ben a 6 évnél idősebb népesség 91,3%-nál volt internet elérési lehetősége. A népszámlálás adatai alapján a kerület lakónépességének 23,9%-a, mintegy 29 382 személy vallotta magát valamely kisebbséghez tartozónak. A kisebbségek közül ukrán, kínai és német nemzetiségűnek vallották magukat a legtöbben.
A 19. század utolsó harmadától a XIII. kerület lakosságszáma dinamikusan növekedett, egészen 1941-ig. A második világháború következtében a kerület a lakosságának a 9,8%-át veszítette el. A háború után fokozatosan nőtt a kerület népessége, egészen 1970-ig. A legtöbben 1970-ben éltek a kerületben 154 984 fő. A 70-es évektől, egészen 2001-ig csökkent a kerület népességszáma, azóta viszont lassan, de ismét növekedésnek indult. 2022-ben annyian laktak a XIII. kerületben, mint az 1920-as évek végén.
A 2022-es népszámlálási adatok szerint a magukat vallási közösséghez tartozónak valló XIII. kerületiek túlnyomó többsége római katolikusnak tartja magát. Emellett jelentős egyház a kerületben, még a református.

### Iskolai végzettség
| Iskolai végzettség                | Iskolai végzettség               | Iskolai végzettség | Iskolai végzettség | Iskolai végzettség |
| --------------------------------- | -------------------------------- | ------------------ | ------------------ | ------------------ |
|                                   |                                  |                    |                    | fő                 |
| Általános iskolát nem végezte el  | Általános iskolát nem végezte el |                    | 7988               | 7988               |
| Általános iskola                  | Általános iskola                 |                    | 12391              | 12391              |
| Szakmunkás                        | Szakmunkás                       |                    | 9979               | 9979               |
| Érettségi                         | Érettségi                        |                    | 36142              | 36142              |
| Diploma                           | Diploma                          |                    | 49456              | 49456              |
| A 2022. évi népszámlálás szerint. |                                  |                    |                    |                    |

A 2001-es népszámlálási adatok alapján, az XIII. kerületben a legmagasabb befejezett iskolai végzettség szerint az érettségi végzettséggel rendelkezők éltek a legtöbben 36 626 fővel. Második legnagyobb csoport az általános iskolai végzettséggel rendelkezőek voltak 26 917 fővel, utánuk következett a diplomával rendelkezők 22 094 fővel, az általános iskolai végzettséggel nem rendelkezők 13 314 fővel, végül a szakmunkások 9954 fővel.
A 2011-es népszámlálási adatok alapján, az XIII. kerületben a legmagasabb befejezett iskolai végzettség szerint az érettségi végzettséggel rendelkezők éltek a legtöbben 38 654 fővel. Második legnagyobb csoport a diplomával rendelkezőek voltak 37 805 fővel, utánuk következett az általános iskolai végzettséggel rendelkezők 17 346 fővel, a szakmunkás végzettségűek 11 568 fővel, végül az általános iskolai végzettséggel nem rendelkezők 6723 fővel.
A 2022-es népszámlálási adatok alapján, az XIII. kerületben a legmagasabb befejezett iskolai végzettség szerint a diplomával rendelkezők éltek a legtöbben 49 456 fővel. Második legnagyobb csoport az érettségi végzettséggel rendelkezőek voltak 36 142 fővel, utánuk következett az általános iskolai végzettséggel rendelkezők 12 391 fővel, a szakmunkás végzettségűek 9979 fővel, végül az általános iskolai végzettséggel nem rendelkezők 7988 fővel.

## Közlekedés

### Közúti közlekedés
Több, nagy forgalmú út kapcsolja be a kerületet a budapesti közlekedési rendszerbe, a legfontosabbak észak-déli irányban a Váci út, a Béke utca és annak folytatásaként a Lehel utca, valamint az Újpest-rakpart; kelet-nyugati irányban a Róbert Károly körút, a Dózsa György út és a Szent István körút a legforgalmasabb. Az ezeken az utakon naponta áthaladó hatalmas gépkocsiforgalom jelentős zaj- és levegőszennyezéssel jár. Az átmenő forgalom csökkentése és a tömegközlekedés elsőbbségének biztosítása volt a célja az addig a Margit hídra felhajtók által előszeretettel használt Pozsonyi út 2005-ös lezárásának is.
A helyi közlekedésre használt, kisebb utak többnyire szabályos, derékszögű hálózatot alkotnak, sok egyirányú utcával. A kerület közútjainak hossza 131,8 km, ebből csupán 1,6 km burkolatlan.

### Parkolás

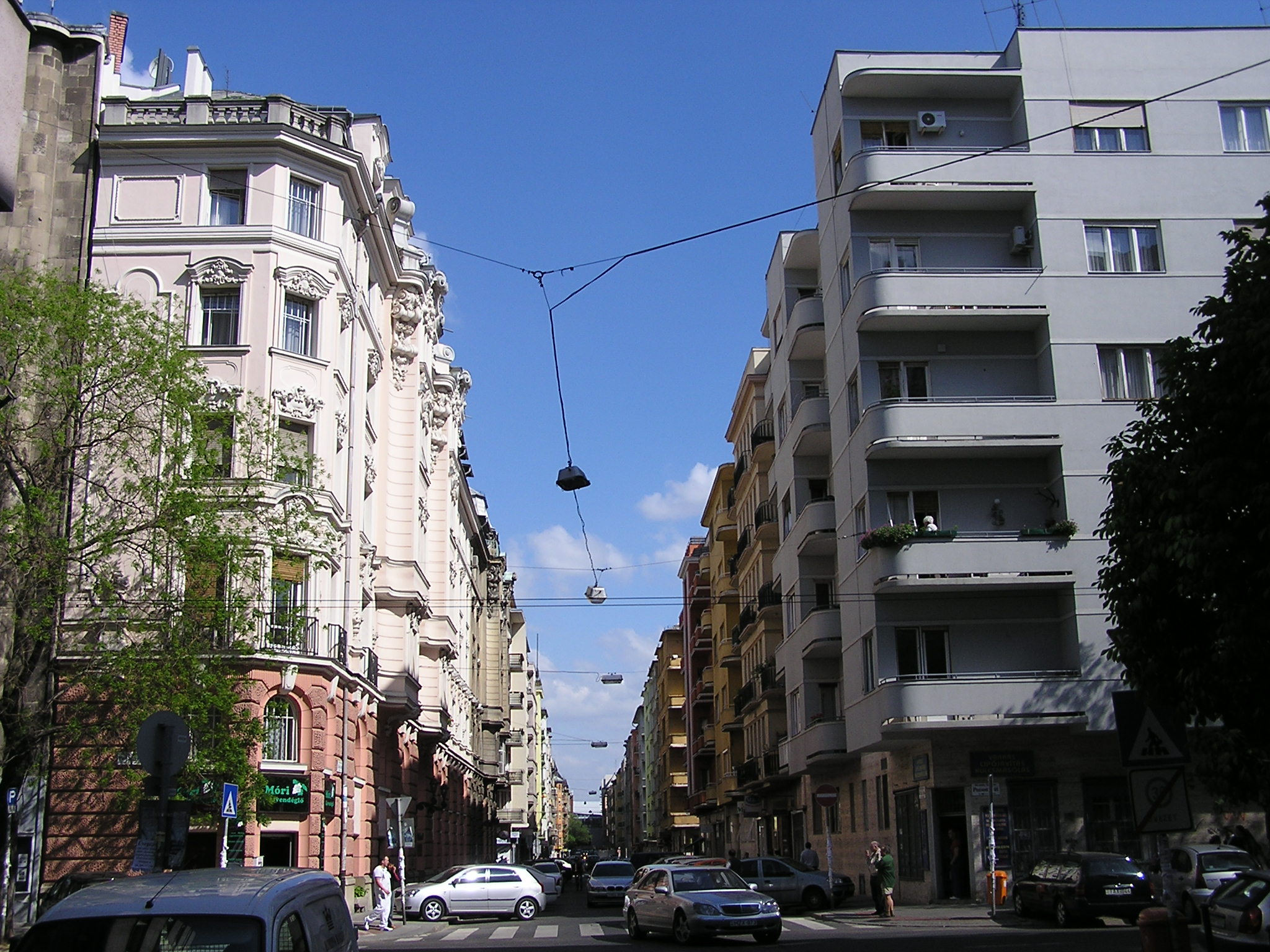
A Balzac utca és a Pozsonyi út kereszteződése (Újlipótváros)

A kerület sűrűn lakott, és az épületek nagy része az autók széles körű elterjedése előtt épült, a garázs a lakótelepeken és Újlipótváros nagy részén ritka. Ennek megfelelően a kerületiek autói általában a közterületeken parkolnak. A Belváros fizetőövezetté nyilvánításával az onnan kiszoruló ingázók előbb Újlipótvárosban, majd még északabbra helyezték el autóikat, ezzel a fizetőövezetek határán élőknek megnehezítve a parkolást.
Ma a kerület jelentős részén hétköznap napközben parkolási díjat kell fizetni a várakozásért. A fizető zónák üzemeltetését önkormányzati tulajdonú vállalat végzi. Több helyen működik őrzött szabadtéri parkoló illetve parkolóház is.

### Helyi közösségi közlekedés
A kerület legfontosabb tömegközlekedési eszköze, a 3-as metró a Nyugati pályaudvartól az Újpest-Városkapu állomás előtti éles kanyarig a Váci út, az egyéni közlekedés egyik legfontosabb útvonala alatt halad. 1981-ben érte el a kerületet, és 1990-ig fokozatosan kiváltotta a Váci úti villamosvonalakat. Fontos szerepet játszanak a kerületet átszelő, megmaradt villamosok is, az 1-es és a 14-es. A kerületi villamospályák teljes hossza 7,3 km.

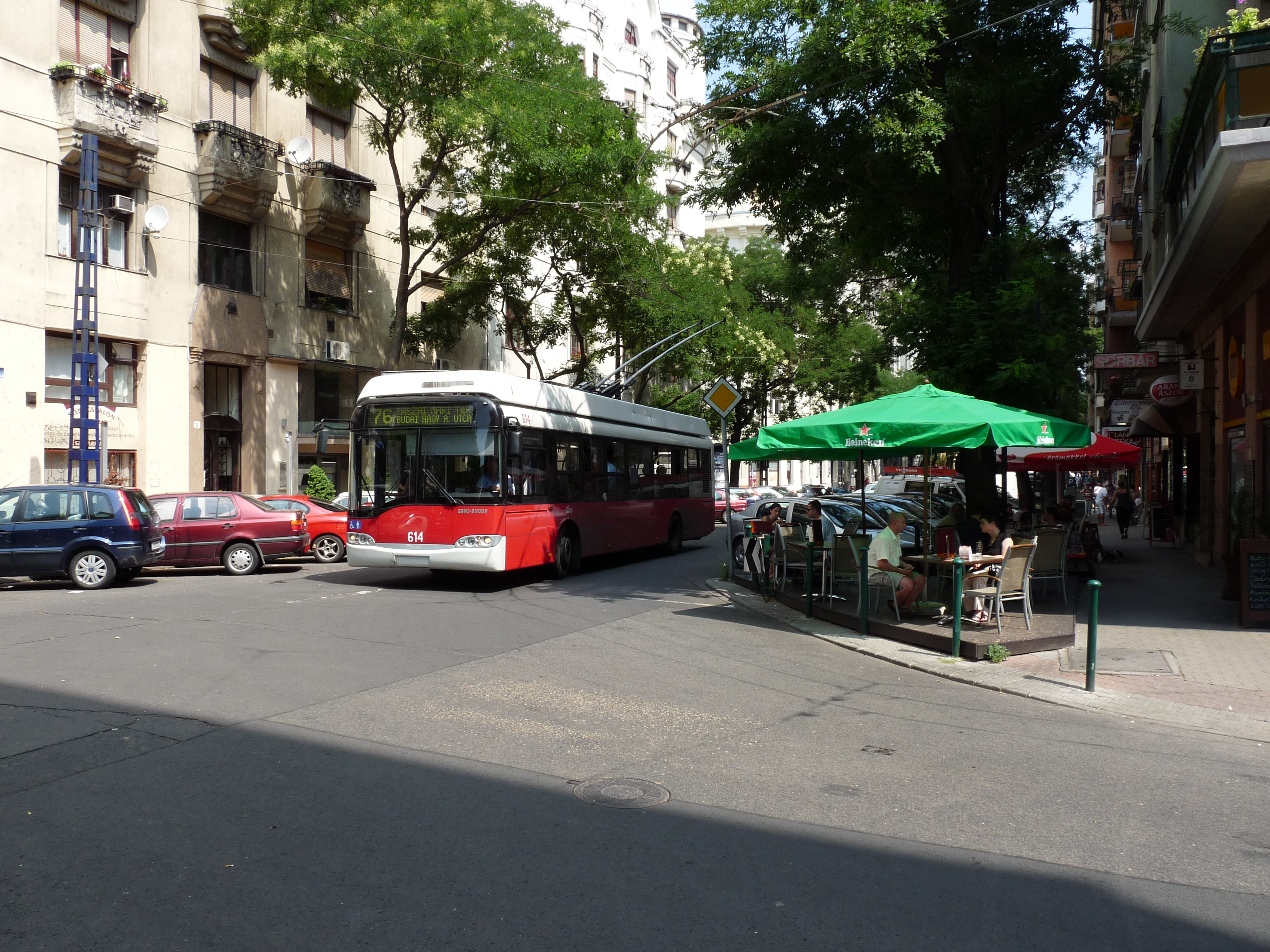
A 76-os trolibusz, a Pozsonyi úton

Trolibuszok csak a kerület déli részén közlekednek, a Dózsa György úton és az Újlipótvárosban. A 79-es járat a Kárpát utca és a Keleti pályaudvar között, a 76-os a Jászai Mari tér és a Keleti pályaudvar, a 75-ös pedig a Jászai Mari tér és a Puskás Ferenc stadion között jár. A kerület többi részén autóbuszok szállítják az utasokat.
A BKV hajójáratai a Jászai Mari tér (Margit híd), Népfürdő utca (Árpád híd) és Meder utca (csak hétköznap) állomásokon kötnek ki a kerületben.

### Távolsági közlekedés
A kerület mindössze egyetlen vasútállomással (Angyalföld vasútállomással) rendelkezik, valamint a kerülethatáron fekszik Rákosrendező vasútállomás és Újpest megállóhely. HÉV-vonal nem érinti a kerületet.
A Róbert Károly körút és a Váci út kereszteződésénél, valamint az M3-as metróvonal Újpest-városkapu állomásánál Újpest-Városkapu autóbusz-állomás helyközi autóbusz (Volánbusz) pályaudvar működik. A Megyeri híd építése kapcsán felmerült, hogy az Árpád híd autóbusz-állomás feladatait a közeljövőben más pályaudvarok, például a kibővített Újpest-városkapui venné át.

### Kerékpárutak
A XIII. kerület viszonylag jól kiépített, bár helyenként nagyon leromlott állagú kerékpáros infrastruktúrával rendelkezik. Három nyomvonal szolgál észak-déli közlekedésre:
- Dél felől a Duna-parton, a Vizafogó lakótelepen keresztül, a Vizafogó és a Cserhalom utca, majd a Váci út mentén (végig kerékpárút)
- A Vágány, Dévényi és Tatai utca mentén, a kerülethatár mellett (végig kerékpárút)
- 2009-ben adták át a legújabb kerékpárút-szakaszt, amely a Gogol utcánál csatlakozik a Duna-parti úthoz és a Bulcsú utca, Kassák Lajos utca, Pap Károly utca, Röppentyű utca, Göncöl utca mentén haladva a kerület északi határáig, a Kámfor utcáig tart, keresztezve a Rákos-patak menti kerékpárutat is. (főként kerékpársáv)

Kelet-nyugati irányban kerékpárúton négy vonal keresztezi a kerületet:
- A körvasút mentén a Tatai utcától az Újpesti vasúti hídig (melyen kerékpárút vezet a III. kerület felé)
- A Rákos-patak mentén
- Az Árpád hídtól a Szegedi úton a Rákosrendező melletti sorompós átkelőig
- Az Árpád hídtól a Róbert Károly körúton a Vágány utcáig

A kerékpárutak mellett a kerület 24 kerékpárt (ebből négyet gyermek számára) bocsát védőfelszereléssel együtt ingyenesen a kerületi lakosok rendelkezésére.

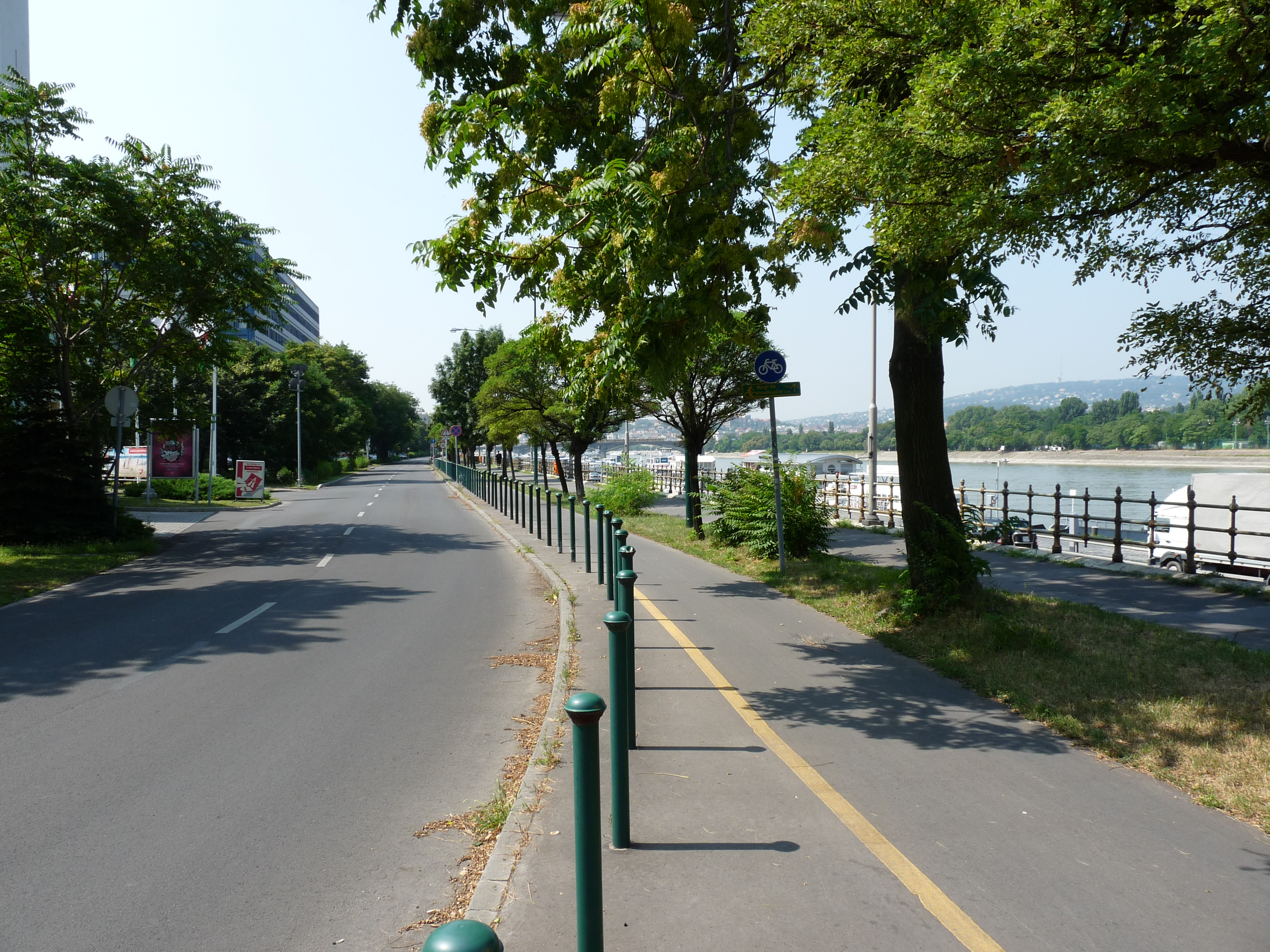
Duna-parti út Újlipótvárosban
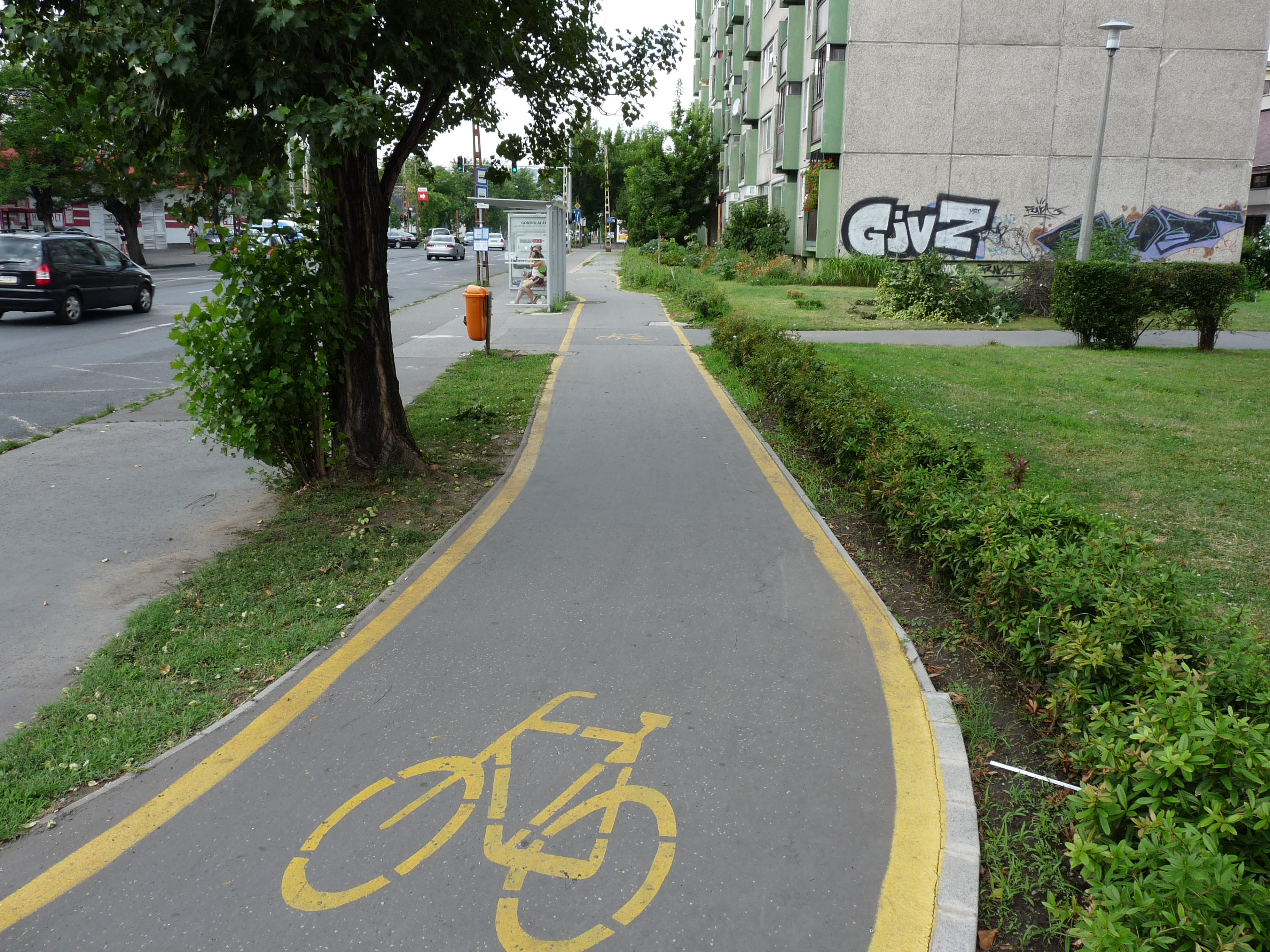
Dráva utcai kerékpárút
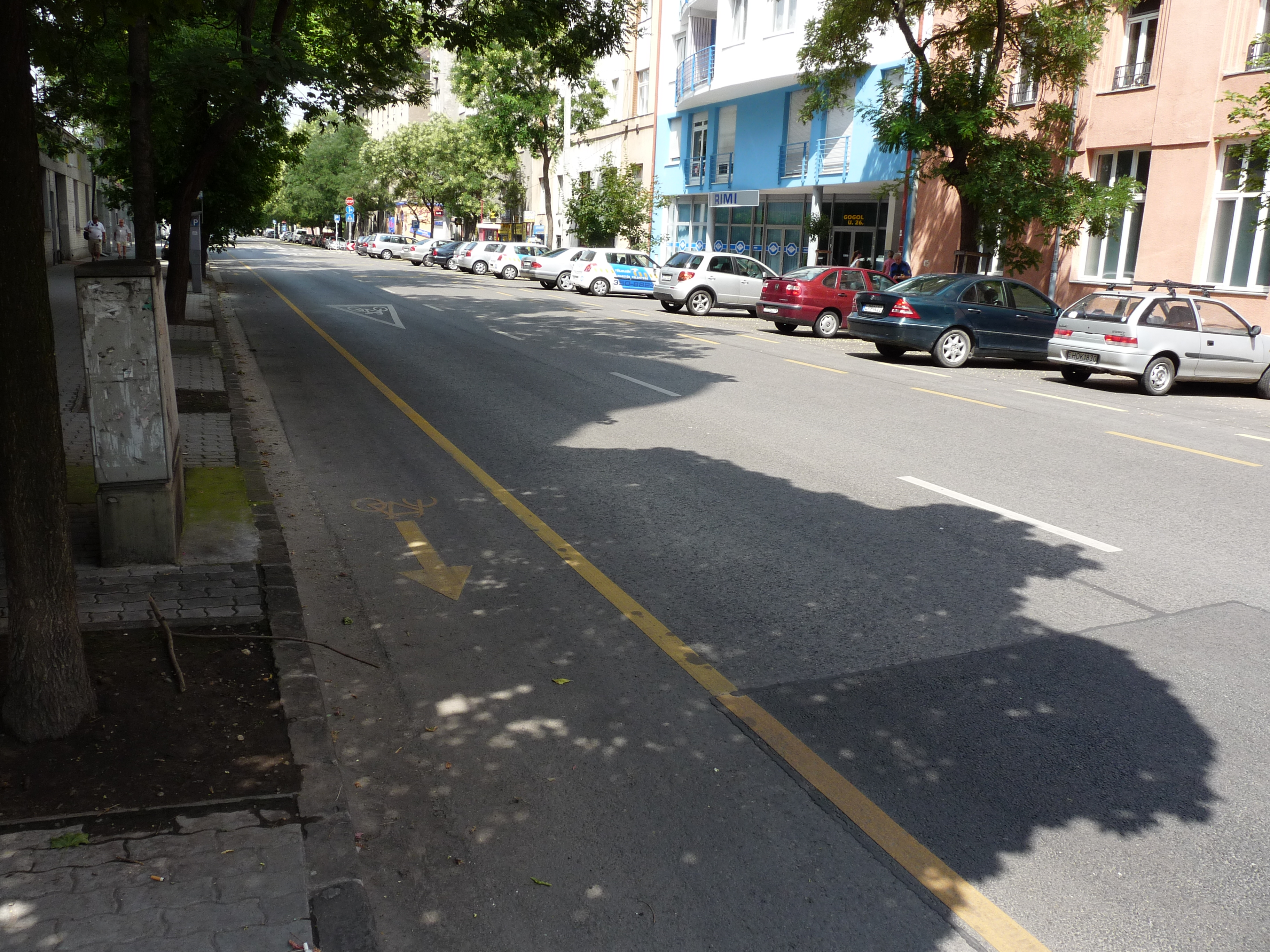
Gogol utcai kerékpársáv

## Fontosabb közterületek
2000-ben elnevezés alapján a kerületben 159 utcát illetve utat, 2 körutat, 1 rakpartot, 15 közt, 3 sétányt, valamint 7 teret, 1 parkot és 1 udvart tartottak nyilván. Emellett a kerülethez tartozik 12 híd is, 8 a Rákos-patak fölött, 3 a Duna fölött ível át (Újpesti vasúti híd, Árpád híd, Margit híd), egy pedig a Népsziget déli csúcsát köti össze a pesti parttal a Téli Kikötő bejárata felett.

### Utak
- Bulcsú utca
- Szent István körút
- Váci út
- Lehel utca
- Béke utca
- Róbert Károly körút
- Pozsonyi út
- Dózsa György út

### Terek
- Nyugati tér (északi oldala)
- Béke tér
- Lehel tér
- Szent István park.

## Látnivalók
- Lehel Csarnok
- Árpád-házi Szent Margit-templom (Lehel téri templom)
- Emléktáblák Budapest XIII. kerületében

## Kultúra

### Vallási élet

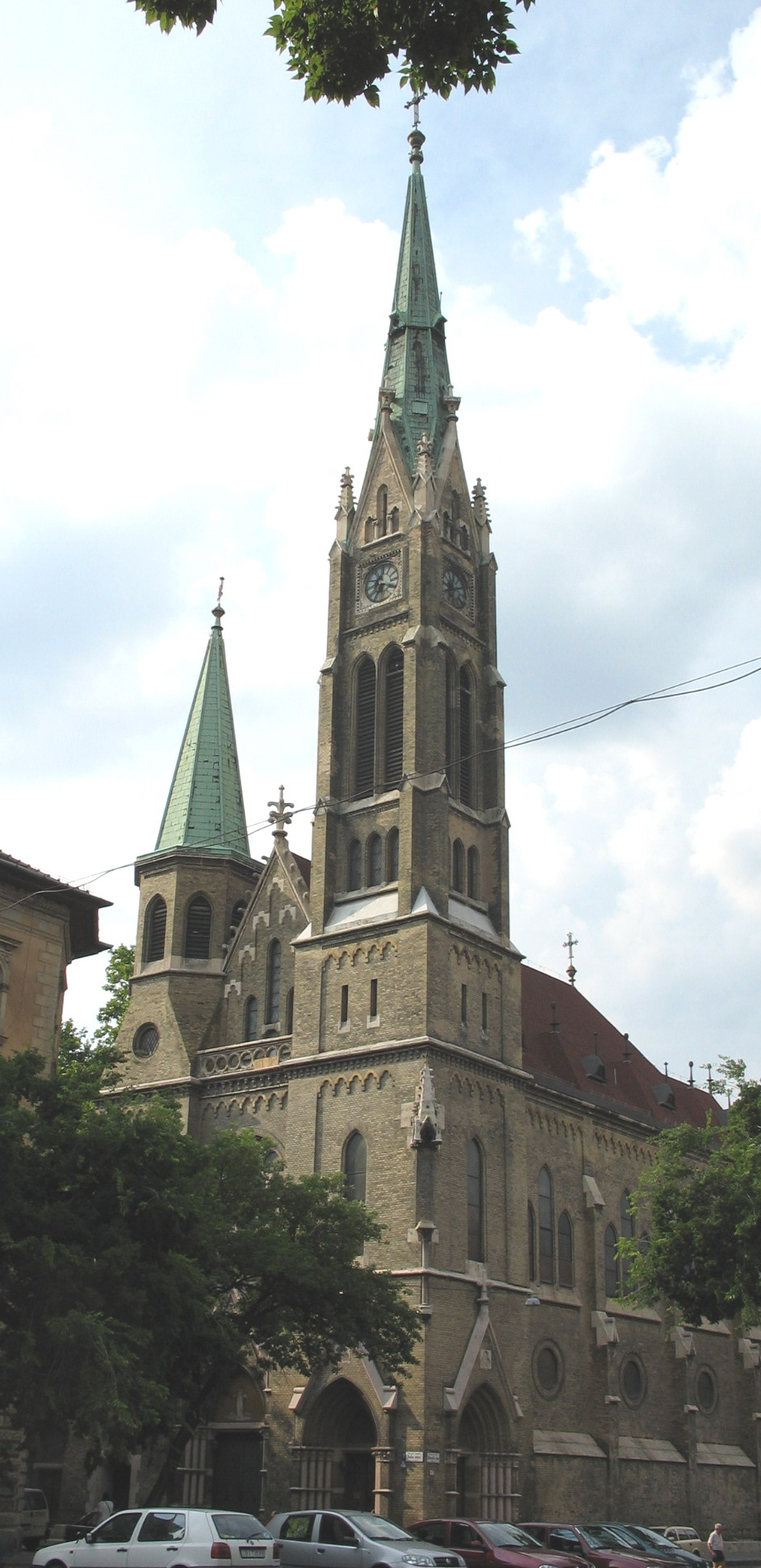
Az 1899-ben felépült karmelita templom

A kerület első, ma is álló templomát a karmeliták építették fel 1899-ben a Huba utcában (a Margit-szigeti premontrei konventet nem számítva), majd a terület népességének gyors növekedésével újabb közösségek alakultak. 1933-ig másik három katolikus templomot szenteltek fel, ma nyolc templom vagy kápolna fogadja a híveket. A Lipót (mai Szent István) körút felépítése és az azt követő építkezések után az akkori Lipótváros északi részébe zsidó polgárok is települtek, 1909-ben felépítették az Aréna úti (ma Dózsa György út) zsinagógát, majd 1927-ben használatba vették a Hegedűs Gyula utcai zsinagógát is. A második világháború után ortodox zsidó közösség is alakult a Visegrádi utcában. Az első református templom 1927 és 1933 között épült fel, az első evangélikus templomra egészen 1938-ig kellett várni, ekkor szentelték fel a Kassák Lajos utcában az Angyalföldi Evangélikus Egyházközség templomát.
Ma a történelmi egyházak mellett a kerületben számos újabban megjelent felekezet is működik, mint a Krisztusban Hívő Nazarénusok Gyülekezete vagy Jehova tanúinak közössége. Utóbbiaknak itt található négy emeletes Királyság-terem komplexuma. A Róbert Károly körút mellett található a Magyar Iszlám Közösség országos központja is. 2016-ban nyílt meg a Szcientológia Egyház Budapest modern épülete a Váci úton.
Az egyházak jelenlétét nem csak a templomok jelzik, karitatív tevékenységet folytatnak és kulturális programokat biztosítanak a híveknek. A kerületben működik a Luther Márton Szakkollégium is, ahol a felsőoktatásban tanuló evangélikus hallgatóknak biztosítanak szállást és különböző kurzusokat is kínálnak nekik.

### Oktatás, nevelés
A XIII. kerületi Önkormányzat 7 bölcsődét és Egyesített Óvodájában összesen 16 tagóvodát tart fenn. Tizenhárom épületben 9 általános iskolát, 1 zeneiskolát és négy épületben 3 gimnáziumot működtet a kerület. Számos nem önkormányzati fenntartású általános iskola, szakiskola, szakközépiskola és gimnázium működik itt. Közéjük tartozik a budapesti szlovák tannyelvű iskola is.

### Művelődési házak
A kerületi közművelődés kiindulópontját az 1910-es években a munkásnyomor enyhítésére létrehozott népotthonokban kereshetjük, melyek a szállás és étkezés mellett a művelődés lehetőségét is biztosították , nem csak lakóiknak. Az 1910-ben átadott Aréna (ma Dózsa György) úti és az 1911-ben elkészült Vág utcai intézmények a kultúra központjaivá váltak, utóbbiban műhelyek és előadótermek, köztük egy 300 fős nagyterem is helyet kaptak. Itt színjátszó kör is alakult Éliás Gyula vezetésével. A 20. század elején a kultúra terjesztésében tevékenyen részt vettek az egyházi közösségek is, elsősorban cserkészek, leány- és fiúegyletek, műkedvelő csoportok. Ezek a csoportok rendszeresen adtak elő műsorokat a nagyobb ünnepekhez kapcsolódóan vagy vasárnaponként.
Ma a XIII. kerületben több művelődési központ működik.

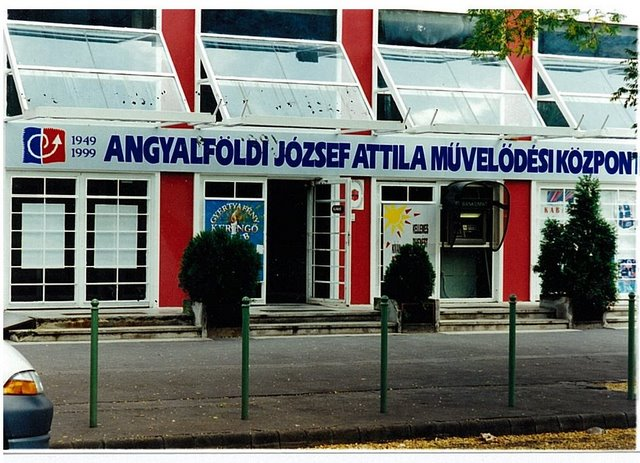
A József Attila Művelődési Központ bejárata 1999-ben, az épület átadásának 50 éves évfordulója alkalmából

- Angyalföldi Gyermek- és Ifjúsági Ház néven működik ma az 1995-ben felújított, Dagály utca 15/A szám alatti épületben a korábbi úttörőház.[53] A görög polgárháború után nagy számban a környékre települt görögök számára is rendeztek itt kultúrprogramokat,[53] ma elsősorban a fiatalabb korosztály számára szerveznek zenés, táncos és színjátszó foglalkozásokat, táborokat.[53][54]
- A József Attila Művelődési Központ 1949-es átadása után először Rákosi Mátyás Kultúrház néven, majd 1956 után immár József Attila nevét viselve szolgálta Angyalföld lakosságát. A központban minden korosztálynak szerveznek programokat, különböző szakkörök és klubok (például bűvész- bridzs- informatikai, művészeti körök) mellett angol nyelvgyakorlási lehetőséget és internet-hozzáférést is biztosítanak. A ház szervezetében működik 1976 óta a Moholy-Nagy László Képző- és Iparművészeti Stúdió, amely csoportjai rajz, festőművészet és grafika mellett olyan ritkább művészeti ágakban is dolgoznak, mint tűzzománc vagy kerámia.[55]
- A Láng Művelődési Központ a Láng Gépgyárban már a 20. század 20-as, 30-as éveiben működő tisztviselői sport- és dalkörből fejlődött ki. Az 1950-es évektől a szabadidős programok mellett működött itt Dolgozók Általános iskolája, Nők Akadémiája és számos szakmai továbbképző tanfolyam. 1968 és 1970 között épült fel a régi épület mellett az új, háromemeletes épület, amely ma is otthont ad az intézménynek.[53] Ma többek között énekkar, különböző együttesek és zenekarok, nyugdíjas klubok, rovartani és sakk kör, természetjáró és vasútmodellező klub otthona a művelődési központ.[56]
- A Radnóti Miklós Művelődési Központ a kerület legújabb építésű, 2011 áprilisában megnyitott művelődési háza, amelyben színházterem, könyvtár, idősek klubja és rekreációs központ kapott helyet.
- A Szent László Kultúrotthon 1941-ben kezdte meg működését a később Mária Keresztények Segítsége Plébánia nevet kapó lelkészség telkén.[57] A 40-es évektől megszüntették működését (az épület az Országos Széchényi Könyvtár raktára lett), csupán 1989-ben indulhatott újra a kulturális élet. Az otthon az eredeti helyszínről időközben átköltözött a Jerikó Keresztény Humán Gimnázium épületébe.[58]
- A Vízöntő Pinceklub Angyalföld déli részén, a Váci út mellett kínál közösségi teret és programokat a szabadidő eltöltésére. A klub vezetőinek a célja szerint egy olyan hely fenntartása, ahova csak úgy, „olvasni, társasjátékozni, csacsogni, ücsörögni, álldogálni, körbe-körbe járni” is betérhetnek a fiatalok, de emellett különböző programokat is szerveznek nekik. Ilyenek például a jóga, kungfu és tánctanfolyamok, idegen nyelvű társalgási klubok és művészeti estek.[59]

### Múzeumok, gyűjtemények és könyvtárak
A kerületben a következő nyilvános gyűjtemények működnek
- Az Angyalföldi Helytörténeti Gyűjtemény a XIII. kerület történetét mutatja be állandó, időszaki és vándorkiállításokon, a Váci úton, az 50-es szám alatt található.
- Al Galéria a Lőportár utcában látogatható
- Duna Galéria a Pannónia utca és a Dráva utca sarkán áll.
- A kerületi kezelésű Újlipótvárosi Klub-Galéria 1994 óta működik a Tátra utcában, elsősorban kerületi művészek tárlatainak ad otthont. 1996 óta a XIII. Kerületi Képző-és Iparművészek Egyesületének székhelye.
- Városház Galéria a Béke téren áll

Ezen kívül a művelődési központokban is rendeznek kiállításokat.
Budapest első közkönyvtárát 1911-ben alapították a kerületben a Vág utcai népház részeként, épülete a Vág utca 12 szám alatt állt. A könyvtár indulóállománya 2000 könyv volt. Az épületben kézikönyvek olvasására szolgáló olvasóterem és kölcsönző egyaránt működött, a kölcsönzés kártyás rendszerben. A hatvanhat férőhelyes olvasóteremben négy kerek asztal állt négy-négy székkel, mögötte öt hosszú asztal, s mindegyik körül tíz szék. Kötelező volt az ingyenes ruhatár használata. Ingyenes volt a kölcsönzés is, de akiért nem vállalt felelősséget jótálló (munkáltató illetve tanító), annak 4 koronát letétbe kellett helyezni.
1919-ben a Fővárosi Könyvtárhoz csatolták, ekkor jelentősen megcsappant olvasóközönsége és a könyvállomány gyarapodása is. Utódkönyvtára ma a Pannónia utcában működik. Ma a Fővárosi Szabó Ervin Könyvtár 5 fiókja működik a kerületben.

### Színházak

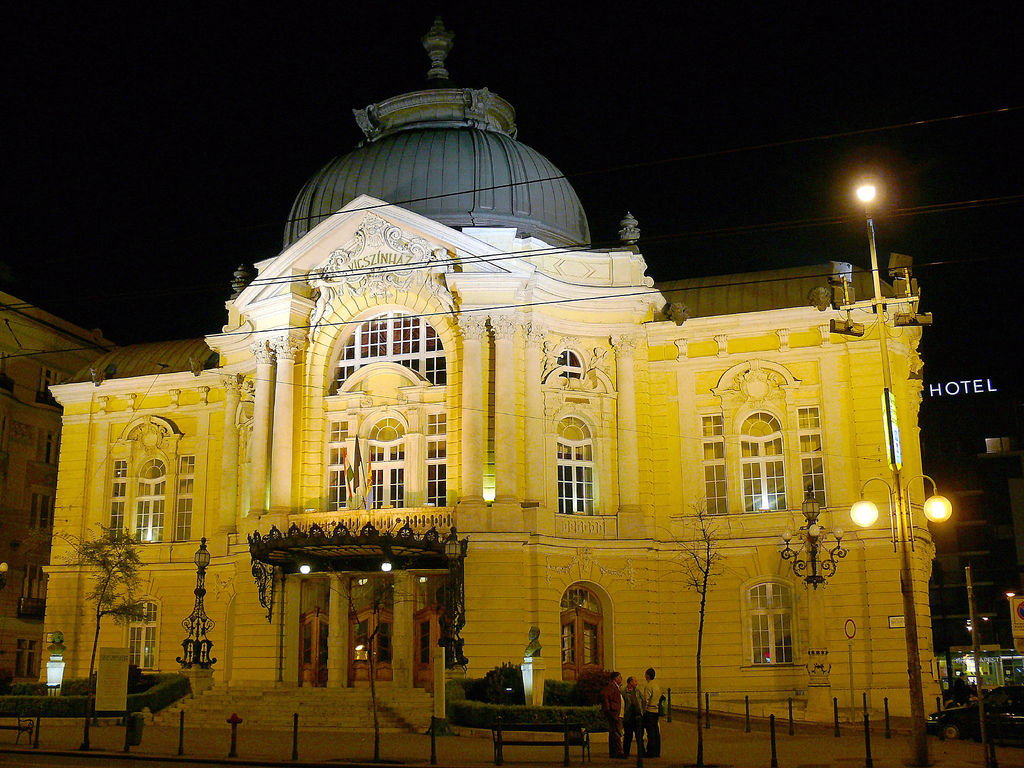
A Vígszínház éjjeli díszkivilágításban

A kerület első színházának, egyben a főváros negyedik ilyen intézményének megépítését évekig tartó halogatás és ellenzés után a Millenniumi Ünnepségekre készülődő Budapest közoktatási bizottsága végül jóváhagyta, és 1896. május 1-jén megnyílt a beépülőben lévő Lipót-körúton a Vígszínház. Eredeti elképzelés szerint a színház rendeltetése az volt, hogy a Nemzeti Színházat megtisztíthassák a könnyed műfajoktól, innen ered a neve is. A pikáns bohózatok népszerűvé tették fővárosszerte, és felkeltette a kor jelentős íróinak, köztük Molnár Ferenc, Bródy Sándor, Móricz Zsigmond, valamint külföldi drámaírók érdeklődését is. A színház profilja változatosabbá vált, és rangja, tekintélye is megnövekedett. Játszott itt Varsányi Irén és Hegedűs Gyula, Sulyok Mária és Ruttkai Éva is.

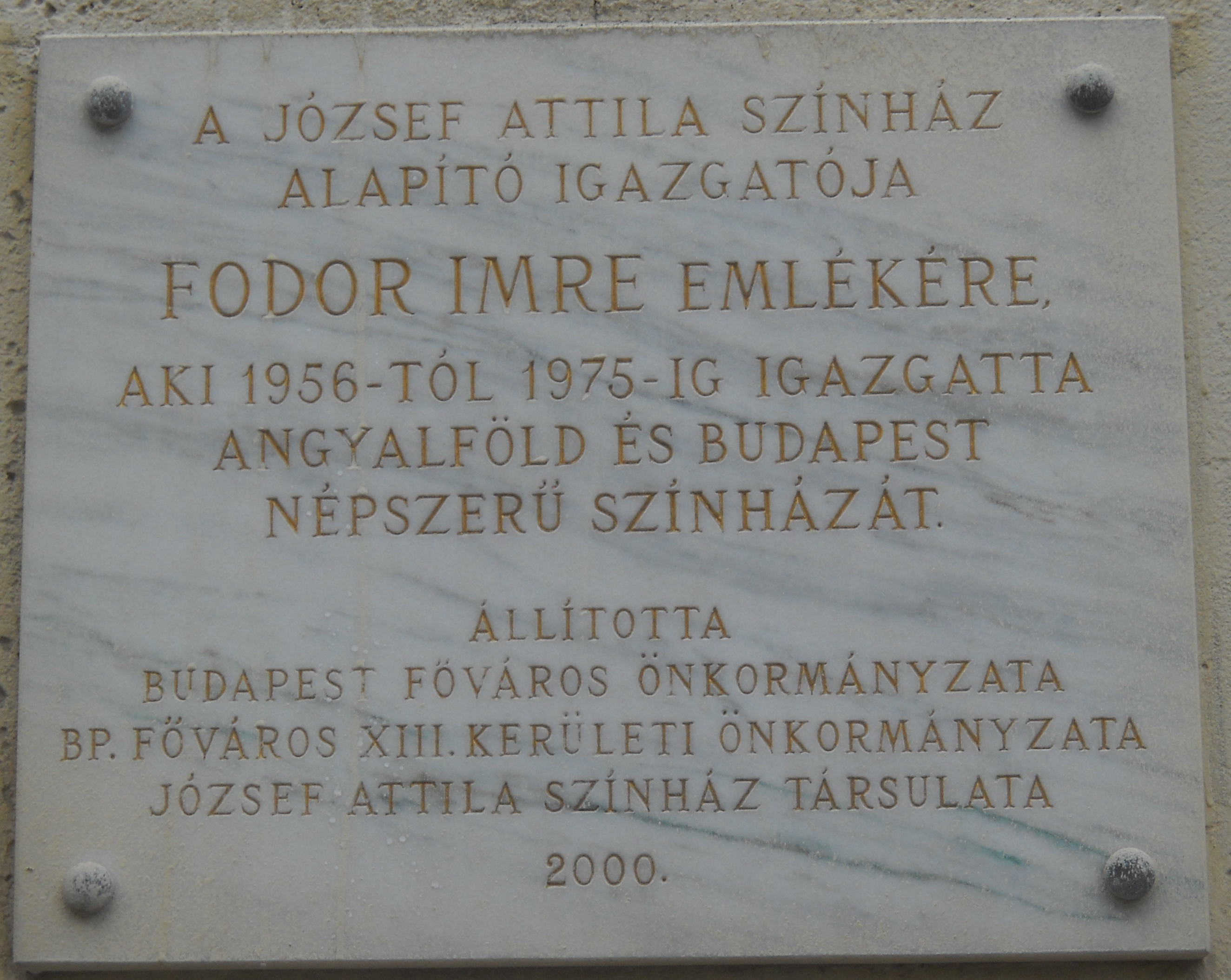
Fodor Imre, a József Attila Színház első igazgatójának emléktáblája a színház falán

Angyalföld ma is működő színházát, a József Attila Színházat eredetileg pártháznak építették, a Váci út és a Róbert Károly körút sarkán álló épületben végül a rendezvénytermet jobban kihasználó művészet kerekedett felül. 1954. október 28-án nyitotta meg kapuit az akkor Déryné nevet viselő színház, az első előadásban Kisfaludy Károly Csalódások című művét vitték színre. A kezdetben a Vígszínház kamaraszínházaként működő, időközben a József Attila névre átkeresztelt színház az 1956/57-es szezontól önállósodott. Első igazgatója Fodor Imre lett, aki még húsz évig viselte ezt a tisztséget. A már alapításakor jó közlekedéssel bíró színház az Árpád híd kiszélesítésével és az M3-as metróvonal megépülésével még könnyebben elérhetővé vált a messzebb lakó közönség számára is. Ez és a kiváló színészgárda (ma a törzsgárda tagja többek között Esztergályos Cecília, Józsa Imre, Sztankay István és Ullmann Mónika, de többször játszott itt Kern András és Koltai Róbert is) Budapest népszerű színházainak a körébe emelte. Művészeti vezetőként Léner Péter irányítja a szakmai munkát.

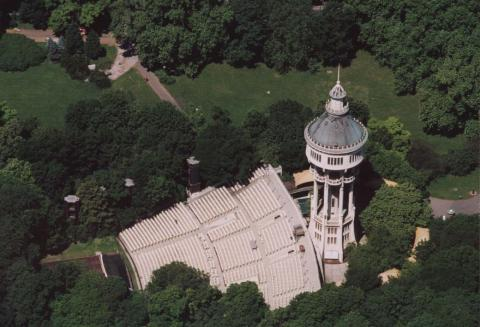
A Margitszigeti Szabadtéri Színpad lelátója, a levegőből

1918. május 10. és 1919. november 19. között már működött színpad a Margit-szigeten Margitszigeti Színkör néven, legsikeresebb darabja a Hejehuja báró című operett volt. A ma Margitszigeti Szabadtéri Színpad néven ismert épület 1938-ban épült fel a Víztorony előtt. Játszottak itt az Operaház és a Nemzeti Színház színészei is. A második világháborút követően 1949-ben nyílt meg újra, nyaranta színdarabokat és zeneműveket adnak itt elő, 2013-ig a kerület színeiben.
Más kezdeményezések is akadtak a Margit-szigeten, 1955 és 1960 között nyári színházként működött a Vörösmarty Színpad, ahol a József Attila Színház is bemutatott egy darabot, a Kaviárt (Csiky Gergely zenés bohózata). A színpad előbb Vörösmarty Kertmoziként profilt váltott és filmvetítéssel csábította a publikumot, a 90-es évek közepén azután bezárta kapuit. A margitszigeti romok közelében működött az 50-es években a Majakovszkij Színpad a Magyar–Szovjet Baráti Társaság égisze alatt, könnyed hangvételű előadásokkal, azonban rég felhagytak ezzel a kísérlettel is.

### Mozik
A kerületben működő legnagyobb mozi a Duna Plazában 1996 óta működő, hét termes, 1682 férőhelyes komplexum.
Egy kisebb művészmozi is működik Újlipótvárosban, a Vígszínház melletti KINO Mozi (korábban Szindbád), mely a fővárosban elsők között alapított Elit Mozgó utódja.
Korábban a Hollán Ernő utcában, a Szent István körút közelében álló 1937-ben megnyitott egykori Odeon-Lloyd Mozi (hosszú ideig Duna Mozi) is művészmoziként működött 2012 végéig. A szomszédos WestEnd City Center megépülése után is tovább működő, 1946-ban induló Kossuth Mozi 2009. november 5-én bezárt.

### Zene
A Hollán Ernő utca sétáló szakaszának végén található a Palotanegyedből 2012-ben Újlipótvárosba költözött Budapest Jazz Club, mely többszáz hazai koncerttel, világsztár fellépőkkel, fesztiválokkal és tehetségkutató versenyekkel a környék egyik legszínesebb és legjelentősebb kulturális helyszíne.

### Szabadtéri programok
- Augusztus végén kerül megrendezésre a Dagály utcában az ingyenes Angyalföldi utcabál zenés és gyerekprogramokkal.[68]
- Szintén augusztus végére időzítik az először 2009-ben megrendezett Pozsonyi pikniket, „Újlipótváros falunapját”.[69]
- A nyár folyamán több koncertet rendeznek a Szent István Parkban.[70]

### Helyi sajtó
Számos szervezet (például templom, iskola) jelentet meg elsősorban saját közösségének több-kevesebb rendszerességgel megjelenő újságot. Szélesebb körhöz eljutó kerületi sajtótermékek:
- TV13 (a kerületi önkormányzat hivatalos televíziója, amely hétfőn, szerdán és pénteken este sugároz elsősorban kerületi témákat boncolgató élő adást.[71])
- XIII. kerületi Hírnök (a kerületi önkormányzat kéthetente 67 ezres példányszámmal megjelenő, kerületi postaládákba kézbesített ingyenes közéleti újsága, a hivatalos kerületi tájékoztatási csatorna.[72])

## Sport és rekreáció

### Fürdők és uszodák

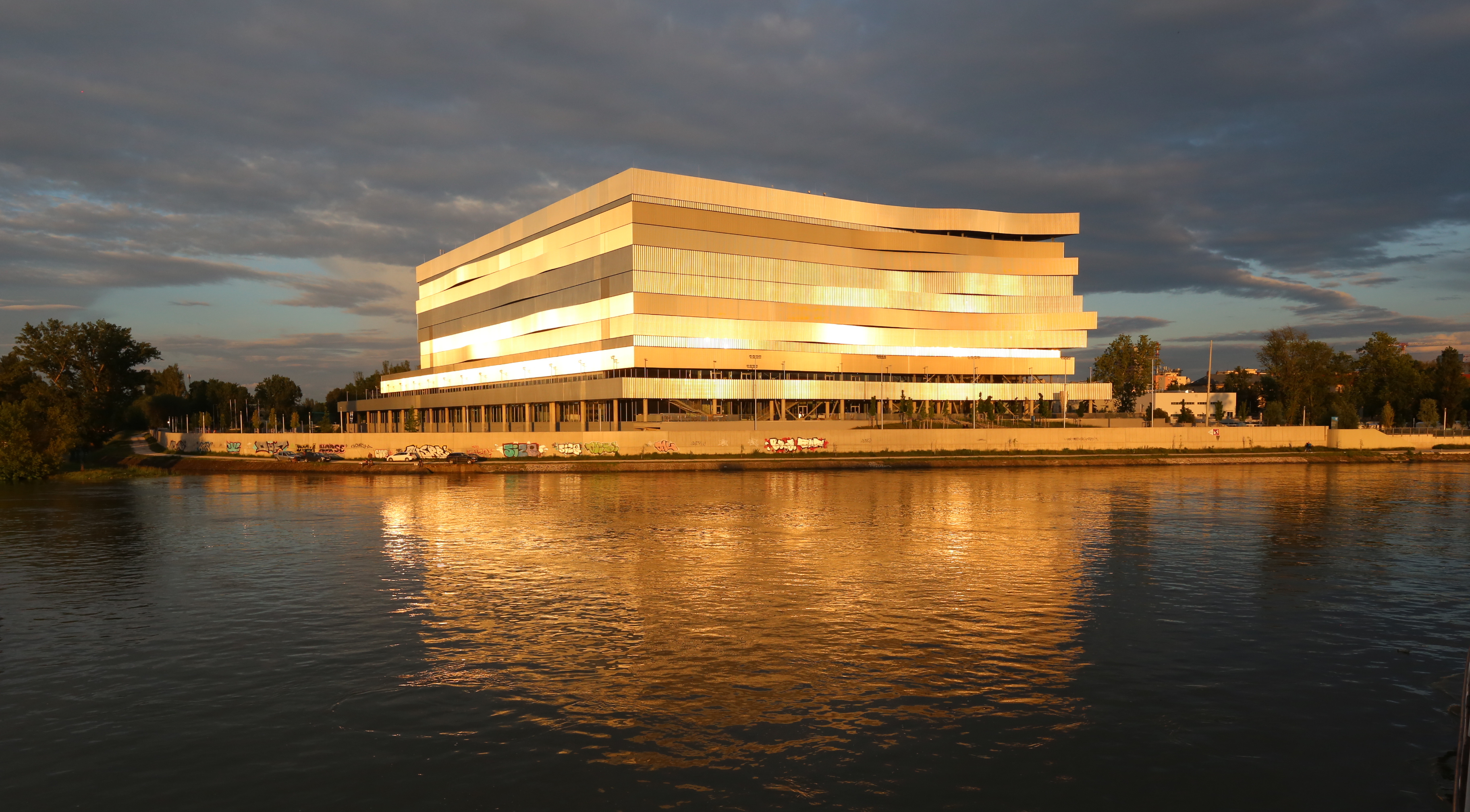
A Duna Aréna

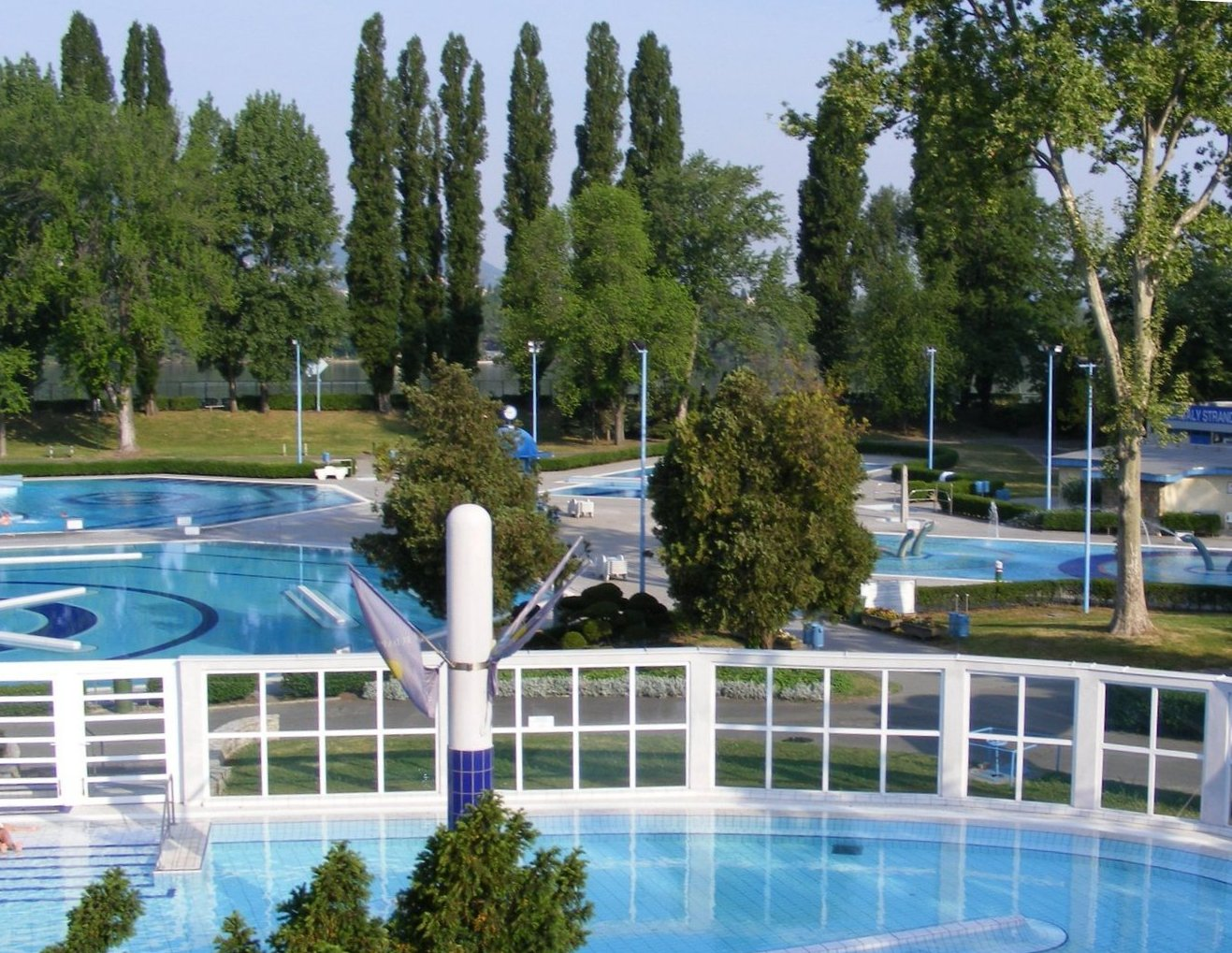
A Dagály fürdő részlete

A kerületben több fürdő is működik, emellett sportuszodák is a sportszerűen úszók vagy a kerületi gyermekek rendelkezésére állnak
- Duna Aréna: a 2017-es úszó-világbajnokság fő helyszínéül készült sportlétesítmény.2018. július 23-tól a lakosság is birtokba vehette az épületet.[73]
- Dagály fürdő: 1948-ban alapították a mai Árpád híd északi oldalán, a Duna partján álló strandot, amely sokáig Szabadság Strandfürdő néven működött. Gyógyfürdőnek csak 1970 óta minősül, ekkor vezették át ugyanis a Dagályig a Széchenyi gyógyfürdőt tápláló hévízforrást.[74] A Dagály ma a pesti oldal legnagyobb területű strandfürdője, körülbelül 30-35 000 vendég befogadására alkalmas.[75] Eredeti épületeit Darvas Lajos tervezte, 1948 óta azonban számos változáson ment keresztül a fürdő, ha nem is elsősorban az épületei. 1970-ben került sor átépítésre, amivel a fürdő elnyerte a gyógyfürdő státuszt.
- Két kerületi iskolában, a Herman Ottó Általános Iskolában, Németh László Gimnáziumban fedett tanuszoda is működik, főként úszásoktatás folyik ezekben.
- A Budapesti Honvéd sátortetővel fedhető uszodával rendelkezik Tüzér utcai sporttelepén.

### Egyesületi sport
A kerületben működő gyárak munkássága már a század elején (más közösségek, például dalkörök mellett) sportegyleteket alapított.
Nagyobb egyesületek a kerületben:
- Budapesti Vasas SC: 1911. március 16-án alakult Vas- és Fémmunkások Sport Clubja néven[76]
- Budapesti Honvéd Sportegyesület: Több szakosztálya működik a Tüzér utcai sporttelepen, a közelben álló egykori zsinagóga pedig a vívóknak ad otthont.
- Budapesti Elektromos SE: Az 1921-ben alakult[77] klub ma főleg kézilabdában jelentős, emellett utánpótlásklubként működik és a Budapesti Elektromos Művek dolgozóinak sportolási lehetőséget. A Népfürdő utcai sporttelepen kézilabdacsarnok, úszómedence, füves labdarúgópálya, teniszpályák, tekepálya, edzőterem és még saját vendéglő is található.
- Budapest Erdért SE: Az 1952-ben alakult egyesület[78] Vizafogó északi részén rendelkezik sportteleppel. A Bodor utcából nyílnak a teniszpályák, a futballcsapat az egyesület területén indult ingatlanfejlesztés kezdete óta a Csatornázási Művek szomszédos pályáján játszik.

A kerületi Duna parton több csónakház is áll:
- Angyalföldi Vízisport SE (Meder u. 12.)
- Budapest Evezős Egyesület (Népsziget u. 1-3.)
- MTK kajak-kenu szakosztály (Népsziget u. 15.)

### Szabadidősport és vízparti kikapcsolódás
Szabadidősportot szolgáló sportpályák:
- Tahi úti lőtér
- Láng Sporttelep
- Csata utcai sportcsarnok
- Új Palotai úti sporttelep
- Hegedűs Gyula utcai sportcsarnok

A Duna partján szép számmal akadnak horgászok is.

## Üzleti élet
A kerület számos modern irodaházzal büszkélkedhet, melyekben a hazai pénzügyi és üzleti élet főbb szereplői közül sok székházat találhatunk. A hazai bankrendszer szereplői között székházzal rendelkezik a kerületben:
- Erste Bank (Népfürdő utca 24-26.)
- OTP Bank (Babér utca, Lehel utca)
- MBH Bank (Dévai utca, Kassák Lajos utca, Váci út 193., ill. terv szerint Róbert Károly körút 23.)[79]
- Raiffeisen Bank (Váci út 116-118)[80]

Korábban volt a K&H Banknak is irodaháza a kerületben, a Pozsonyi úton és a Postabanknak a Lehel téren.
A kerületben található továbbá az Uniqa Biztosító (Róbert Károly körút), a Generali Biztosító (Csanády utca, Váci út) a MetLife (Duna Tower), illetve több nemzetközi tanácsadó (pl. Aon, Blackrock, EY, KPMG), illetve technológiai cég (pl. IBM, Huawei, Samsung) székháza vagy fióktelepe.

## Közigazgatás

### Kerületi önkormányzat
A kerület igazgatási rendszere 1938, az önálló igazgatás kezdete óta többször változott. Ma a települési önkormányzatokhoz hasonló jogkörrel működik a kerületi önkormányzat, hivatalos nevén: Budapest Főváros XIII. Kerületi Önkormányzat. Az Önkormányzat székhelye: 1139 Budapest, Béke tér 1. 
Az önkormányzat legfőbb döntéshozó szerve a képviselőtestület, döntéselőkészítő testületei az önkormányzati bizottságok. Ezek:
- Jogi és Közbiztonsági Bizottság
- Pénzügyi és Költségvetési Bizottság
- Szociális, Egészségügyi és Művelődési Bizottság
- Tulajdonosi, Kerületfejlesztési és Lakásgazdálkodási Bizottság

#### Elöljárói, tanácselnökei, polgármesterei
| Elöljárók (1938-1950)                | Elöljárók (1938-1950)  | Elöljárók (1938-1950)                                    | Elöljárók (1938-1950) |
| ------------------------------------ | ---------------------- | -------------------------------------------------------- | --------------------- |
| 1938–1945                            | Dr. Pertik Béla        |                                                          |                       |
| 1945–1948                            | Kámány János           |                                                          |                       |
| 1948–1950                            | Werlein Ferenc         |                                                          |                       |
| Tanácselnökök (1950-1990)            |                        |                                                          |                       |
| 1950−1952                            | Werlein Ferenc         |                                                          |                       |
| 1952−1956                            | Víg Pál                |                                                          |                       |
| 1956−1960                            | Fülöp Pál              |                                                          |                       |
| 1960−1973                            | Kisléghy Imre          |                                                          |                       |
| 1973−1977                            | Földes Róbert          |                                                          |                       |
| 1977−1982                            | Dr. Bozsik József      |                                                          |                       |
| 1983−1986                            | Dr. Bornemissza Sándor |                                                          |                       |
| 1986−1990                            | Kiss Zoltán            |                                                          |                       |
| Polgármesterek (1990-től napjainkig) |                        |                                                          |                       |
| Időszak                              | Név                    | Jelölő szervezet(ek)                                     | Megjegyzés            |
| 1990–1991                            | Síklaky István         | SZDSZ                                                    |                       |
| 1991–1994                            | Szabó Miklós           | SZDSZ                                                    | időközi választás     |
| 1994–1998                            | Dr. Tóth József        | MSZP                                                     |                       |
| 1998–2002                            | Dr. Tóth József        | MSZP-SZDSZ                                               |                       |
| 2002–2006                            | Dr. Tóth József        | MSZP-SZDSZ                                               |                       |
| 2006–2010                            | Dr. Tóth József        | MSZP                                                     |                       |
| 2010–2014                            | Dr. Tóth József        | MSZP                                                     |                       |
| 2014–2019                            | Dr. Tóth József        | MSZP                                                     |                       |
| 2019–2024                            | Dr. Tóth József        | Momentum-DK-MSZP-Párbeszéd-LMP                           |                       |
| 2024–                                | Dr. Tóth József        | MSZP-XIII. Kerületi Lokálpatrióták-DK-Momentum-Párbeszéd |                       |

### A 2024-es önkormányzati választás eredménye
- A polgármester-választás eredménye[93]

| Jelölt neve      | Jelölő szervezet(ek) | Jelölő szervezet(ek)                                                     | Szavazatok száma | Szavazatok aránya |
| ---------------- | -------------------- | ------------------------------------------------------------------------ | ---------------- | ----------------- |
| Dr. Tóth József  |                      | MSZP – XIII. Kerületi Lokálpatiróták – DK – Momentum – Párbeszéd- ZÖLDEK | 43 334           | 77,79%            |
| Harrach Tamás    |                      | Fidesz – KDNP                                                            | 8669             | 15,56%            |
| Balog Csaba      |                      | Mi Hazánk                                                                | 1933             | 3,47%             |
| Kanász-Nagy Máté |                      | LMP – Zöldek                                                             | 1773             | 3,18%             |
| Összesen         |                      |                                                                          | 55 709           | 100%              |

- A képviselőtestület-választás eredménye[94]

| Párt | Párt                                                                     | Mandátumok | Képviselő-testület | Képviselő-testület | Képviselő-testület | Képviselő-testület | Képviselő-testület | Képviselő-testület | Képviselő-testület | Képviselő-testület | Képviselő-testület | Képviselő-testület | Képviselő-testület | Képviselő-testület | Képviselő-testület | Képviselő-testület | Képviselő-testület | Képviselő-testület |
| ---- | ------------------------------------------------------------------------ | ---------- | ------------------ | ------------------ | ------------------ | ------------------ | ------------------ | ------------------ | ------------------ | ------------------ | ------------------ | ------------------ | ------------------ | ------------------ | ------------------ | ------------------ | ------------------ | ------------------ |
|      | MSZP – XIII. Kerületi Lokálpatiróták – DK – Momentum – Párbeszéd- ZÖLDEK | 16         | P                  |                    |                    |                    |                    |                    |                    |                    |                    |                    |                    |                    |                    |                    |                    |                    |
|      | Fidesz–KDNP                                                              | 4          |                    |                    |                    |                    |                    |                    |                    |                    |                    |                    |                    |                    |                    |                    |                    |                    |
|      | LMP – Zöldek                                                             | 1          |                    |                    |                    |                    |                    |                    |                    |                    |                    |                    |                    |                    |                    |                    |                    |                    |
|      | Mi Hazánk                                                                | 1          |                    |                    |                    |                    |                    |                    |                    |                    |                    |                    |                    |                    |                    |                    |                    |                    |

#### Kisebbségi önkormányzat
A kerületben bolgár, cigány, görög, horvát, lengyel, német, örmény, ruszin, szerb és szlovák kisebbségi önkormányzat működik.. 2010-ben rajtuk kívül szlovénok és ukránok is szavazhatnak kisebbségi önkormányzati képviselőikre.

#### Polgármesteri hivatal
A kerületi polgármesteri hivatala a Béke tér 1. szám alatti, az 1930-as évek végén tervezett épületben működik. A hivatal szervezetébe tagozódik be a kerületi jegyző és irodája, valamint a polgármester és az alpolgármesterek hivatali munkáját segítő polgármesteri iroda. A kerületi önkormányzat működtetését 10 osztály irányítja:
- Okmányiroda
- Szociális Osztály
- Igazgatási Osztály
- Adóügyi Osztály
- Építésügyi Osztály
- Gyámhivatal
- Pénzügyi Osztály
- Művelődési, Ifjúsági és Sport Osztály
- Jogi Osztály
- Főépítészi Iroda

### A kerület országgyűlési képviselői
A kerület területén a régi választójogi törvény, az 1989. évi XXXIV. törvény hatálya alatt 3 országgyűlési képviselői körzet osztozott.
- Az alapvetően V. kerületi 7. egyéni választókerülethez tartozott Újlipótváros Radnóti Miklós utcától délre eső része. A körzet országgyűlési képviselői:[100]

1990-94: Schamschula György MDF
1994-2002: Vitányi Iván MSZP
2002-2010: Pető Iván SZDSZ
2010-2014: Rogán Antal FIDESZ
- Az Újlipótváros északi részét, Vizafogót és Angyalföld egyes délnyugati részeit foglalta magában a 19. választókerület.

A körzet országgyűlési képviselői:
1990-94: Darvas Iván SZDSZ
1994-97: Pál László MSZP
1998-2014: Szanyi Tibor MSZP
- Az Angyalföld többi részét a 20. választókerület tömörítette.

A körzet országgyűlési képviselői:
1990-94: Rajk László SZDSZ
1994-2002: Antalóczy Attila MSZP
2002-2014: Tóth József MSZP
Jelenleg a 2011. évi CCIII. törvény értelmében a kerület két választókerülethez tartozik.
- Budapesti 7. sz. országgyűlési egyéni választókerület

A körzet országgyűlési képviselői:
2014-től: Hiszékeny Dezső MSZP
- Budapesti 11. sz. országgyűlési egyéni választókerület

A körzet országgyűlési képviselői:
2014: Kiss Péter MSZP
2014-2018: Horváth Imre MSZP
2018-2024: Varju László DK
A kerületben a rendszerváltozás óta – úgy helyi mint országos választások alkalmával – jellemzően a Magyar Szocialista Párt és az SZDSZ szerepeltek jól. A 2010-es országgyűlési választáson a 19. és a 20. választókerület – az 1993 és 2009 között a Fidesz színeiben politizáló, ebben az évben függetlenként induló Molnár Oszkárt leszámítva – az országban egyedülálló módon juttatott a parlamentbe nem a Fidesz és a KDNP által támogatott jelöltet.

### Közintézmények

#### Egészségügyi intézmények
Kórházak:
- Állami Egészségügyi Központ (volt Központi Honvédkórház)
- Nyírő Gyula Kórház
- Madarász utcai Gyermekkórház (a Heim Pál Gyermekkórház tagintézménye)

Szakorvosi rendelők:
- Szegedi úti
- Visegrádi utcai

#### Egyéb közintézmények

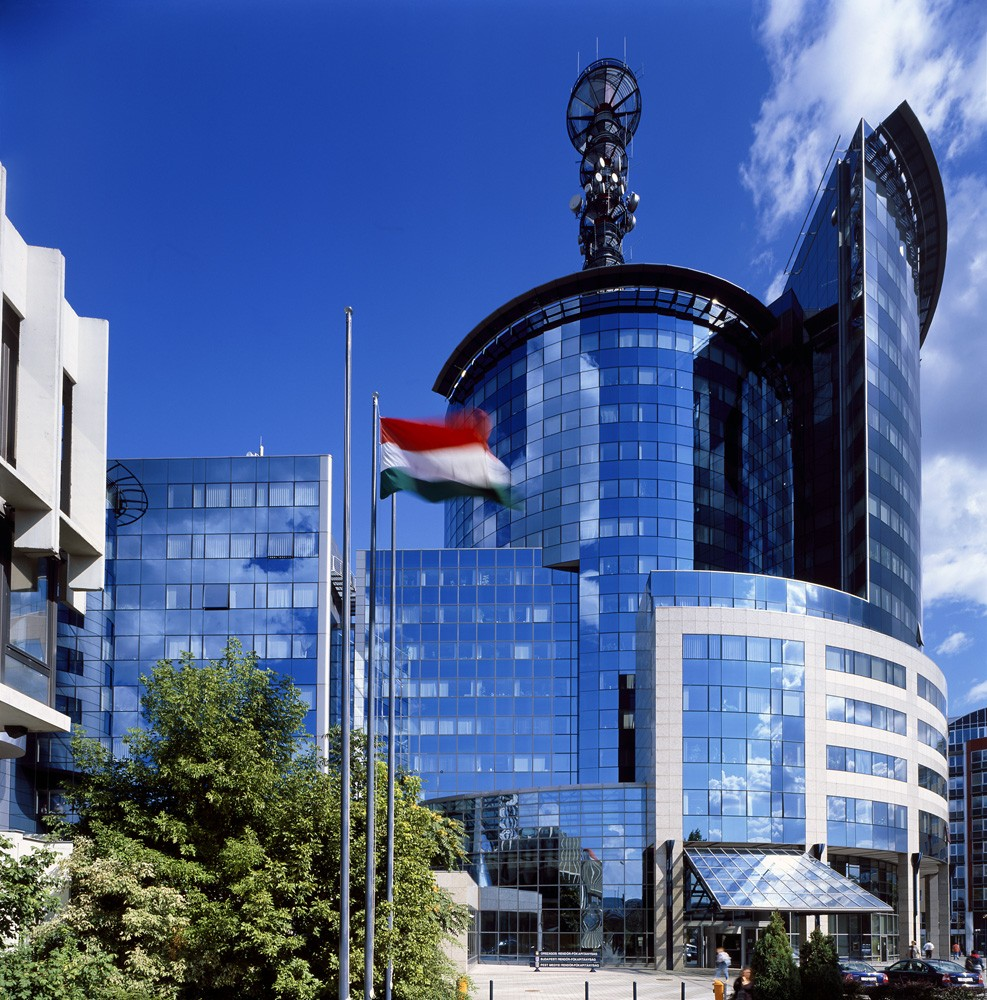
A Rendőrpalota nyugat felől

A Róbert Károly körút és a Váci út kereszteződésénél működik:
- Az ORFK és a BRFK központja („Rendőrpalota”)
- Az Országos Nyugdíjbiztosítási Főigazgatóság
- Az Országos Egészségbiztosítási Pénztár központi hivatala és a közép-magyarországi Regionális Egészségbiztosítási Pénztár
- Budapest Főváros Levéltára

### Kerületi jelképek

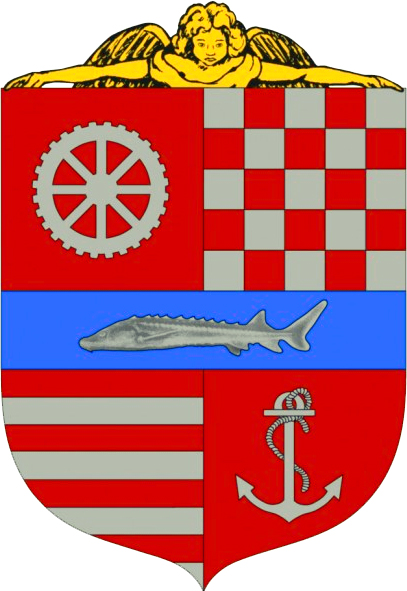
A kerület címere

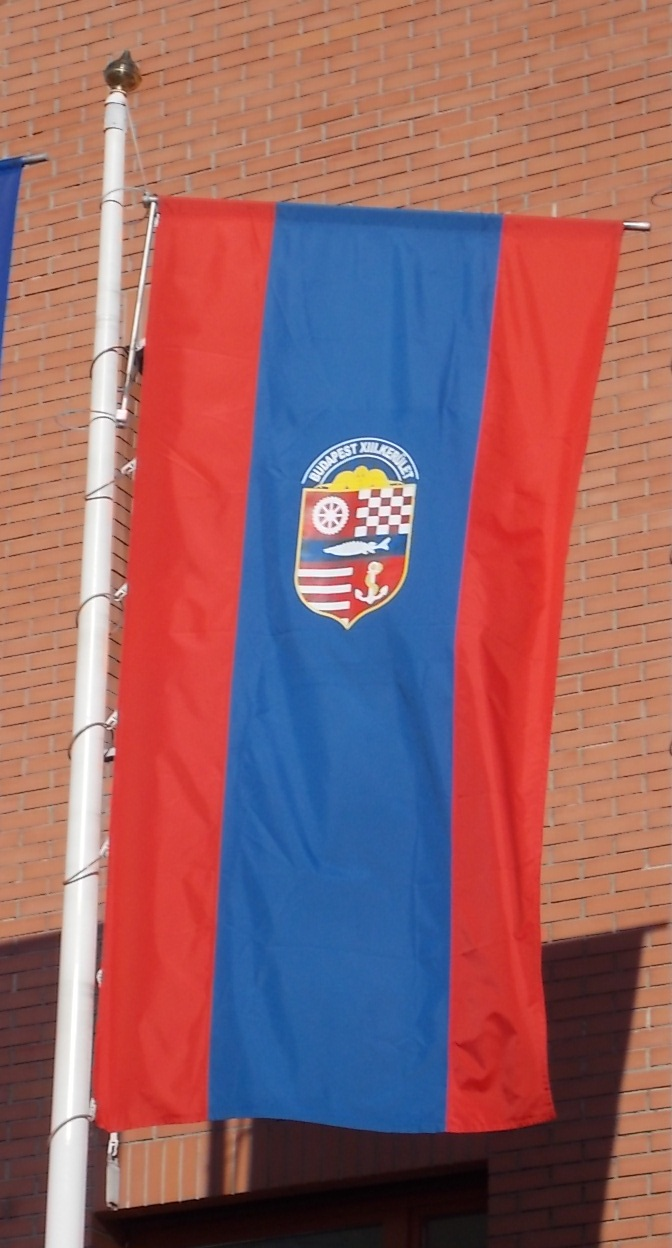
A kerület nem hivatalos zászlaja az Önkormányzati Hivatal előtt (álló, farkasfogazat nélküli)

Önkormányzati rendelet szabályozza a kerületi jelképeket.
A kerület címere álló csücskös talpú pajzsban több képben utal, részben beszélő címerként, a kerületet alkotó különböző városrészekre, egyben hivatkozik azok múltjára. Meghatározó színei a vörös és az ezüst, kiegészítő színek a kék és az arany. A címeren látható címer képek:
- Bal fölül nyolckarú fogaskerék, amely egyszerre utal az ipari múltra és a városrészek (történelmileg 8 volt belőlük) egységére.
- Jobb fölül ötsoros sakkozás, amely Újlipótvárosra utal.
- Középen kék pólya vizával, ez utal a Dunára és a Vizafogó nevét adó vizahalászatnak állít emléket.
- Bal alul nyolcsoros vörös-ezüst pólya, az Árpád-ház történelmi zászlóját idézi.
- Jobb alul a kétágú horgony köréje csavarodó kötélvéggel, mely a 20. századi hajógyártásra és a környék egykori kikötőjére, átkelőhely jellegére utal.
- A pajzs tetején szétterjesztett szárnyú angyal, amely Angyalföldre utal

A kerület zászlaja 1:2 arányú (fektetett téglalap) vörös és kék színű fektetett téglalap alakú zászló, melyet három oldalon váltakozó ezüst és fehér farkasfogak díszítenek. A zászlórúd felőli oldalon elhelyezhető a kerületi címer, a pajzs fölött BUDAPEST XIII. KERÜLET felirattal.

## Díszpolgárok
A „Budapest Főváros XIII. kerület Díszpolgára” címet a kerület képviselő-testülete 1996-ban alapította azok érdemeinek elismerésére, akik kimagasló munkásságukkal közvetlenül hozzájárultak a kerület fejlődéséhez, szakmai tevékenységükkel emelték vagy elősegítették a kerület fejlődését, lakosságának előrehaladását, illetve a kerület nemzetközi kapcsolatainak, együttműködésének keretében hozzájárultak a kerület hírnevének, tekintélyének emeléséhez.
A díszpolgári címmel oklevél és „Budapest Főváros XIII. kerület Kulcsa” emléktárgy jár, valamint pénzjutalom adható. A kitüntetett jogosult a díszpolgári cím használatára, nevét bejegyzik a Díszpolgárok Könyvébe, meghívják az önkormányzat ünnepségeire, továbbá felkérhetik a kerületet képviselő küldöttségek tagjának. A cím posztumusz is adható, az elhalálozást követő 3 naptári éven belül. A címre méltatlanná vált személyektől a cím a képviselő-testület minősített többségi szavazatával visszavonható.

## Testvérvárosai
- Bécs – Floridsdorf, 1989
- Eszék, 2001
- Kassa-Dél, 2002
- Szováta, 1998
- Varsó – Ochota, 1993
- Zichyfalva, 2024[forrás?]

## Képgaléria

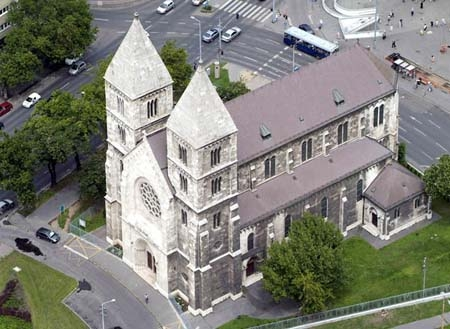
Az Árpád-házi Szent Margit templom
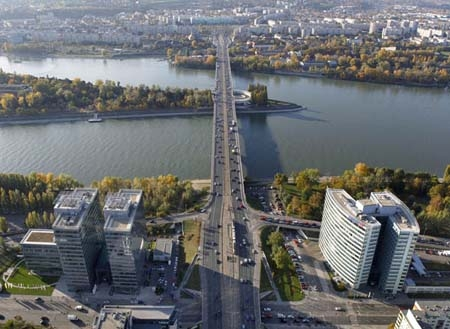
Az Árpád híd látképe
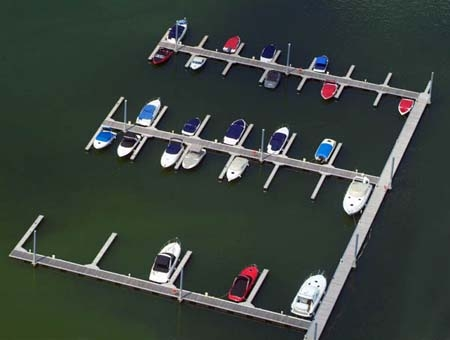
A Marina part kikötője
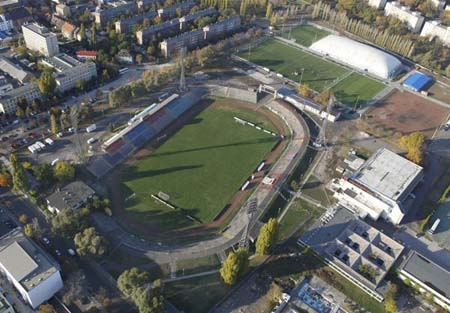
A régi Vasas pálya
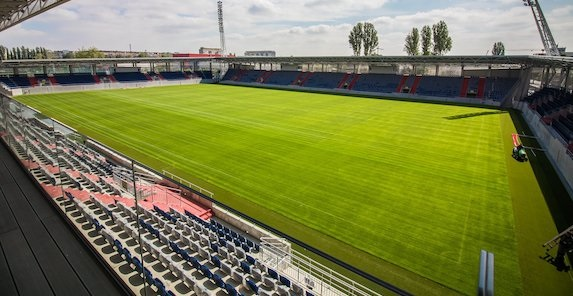
Az új Illovszky stadion